# Varuhus och köpcentrum i Stockholms län

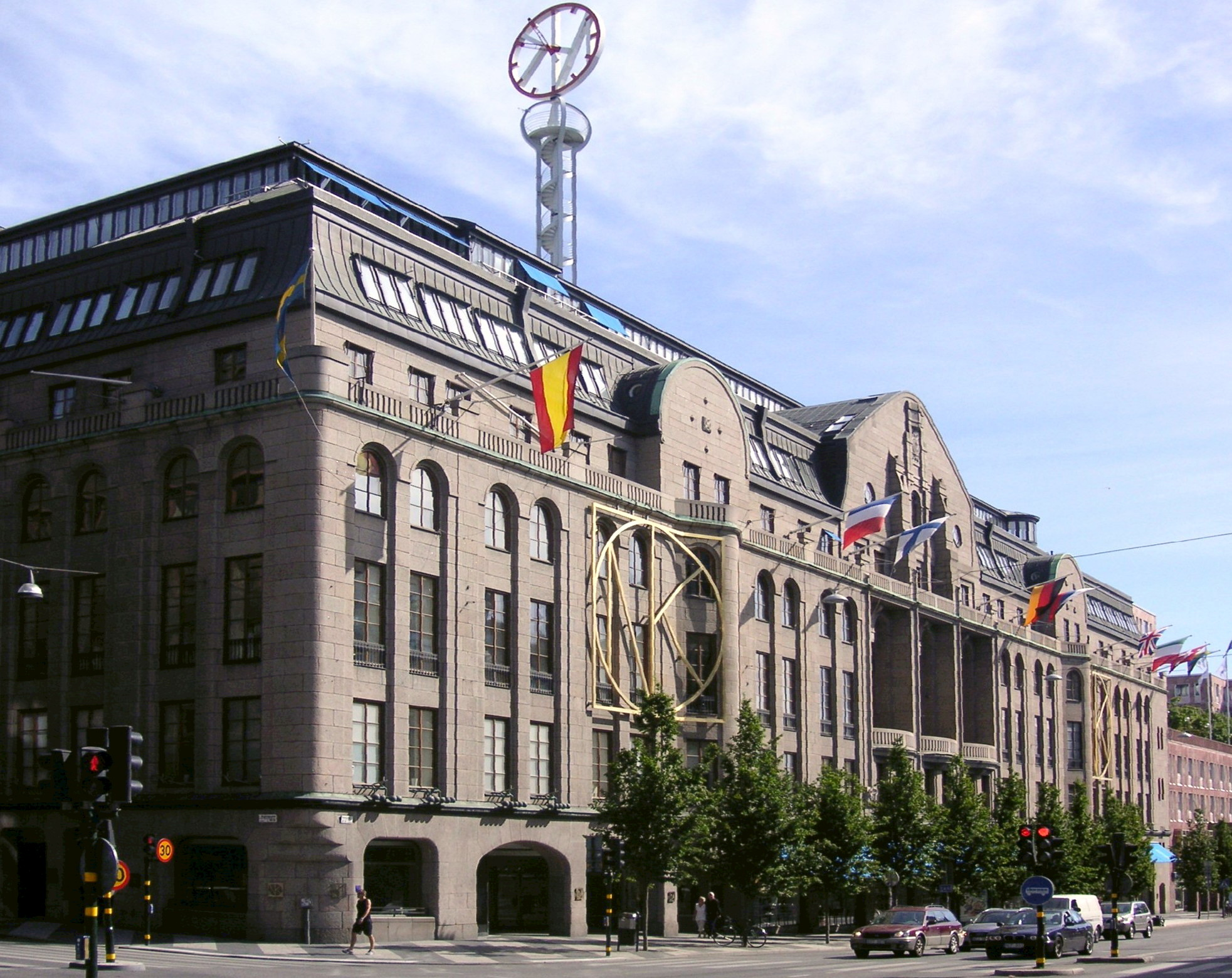
Varuhuset NK, Hamngatan invigdes 1915.

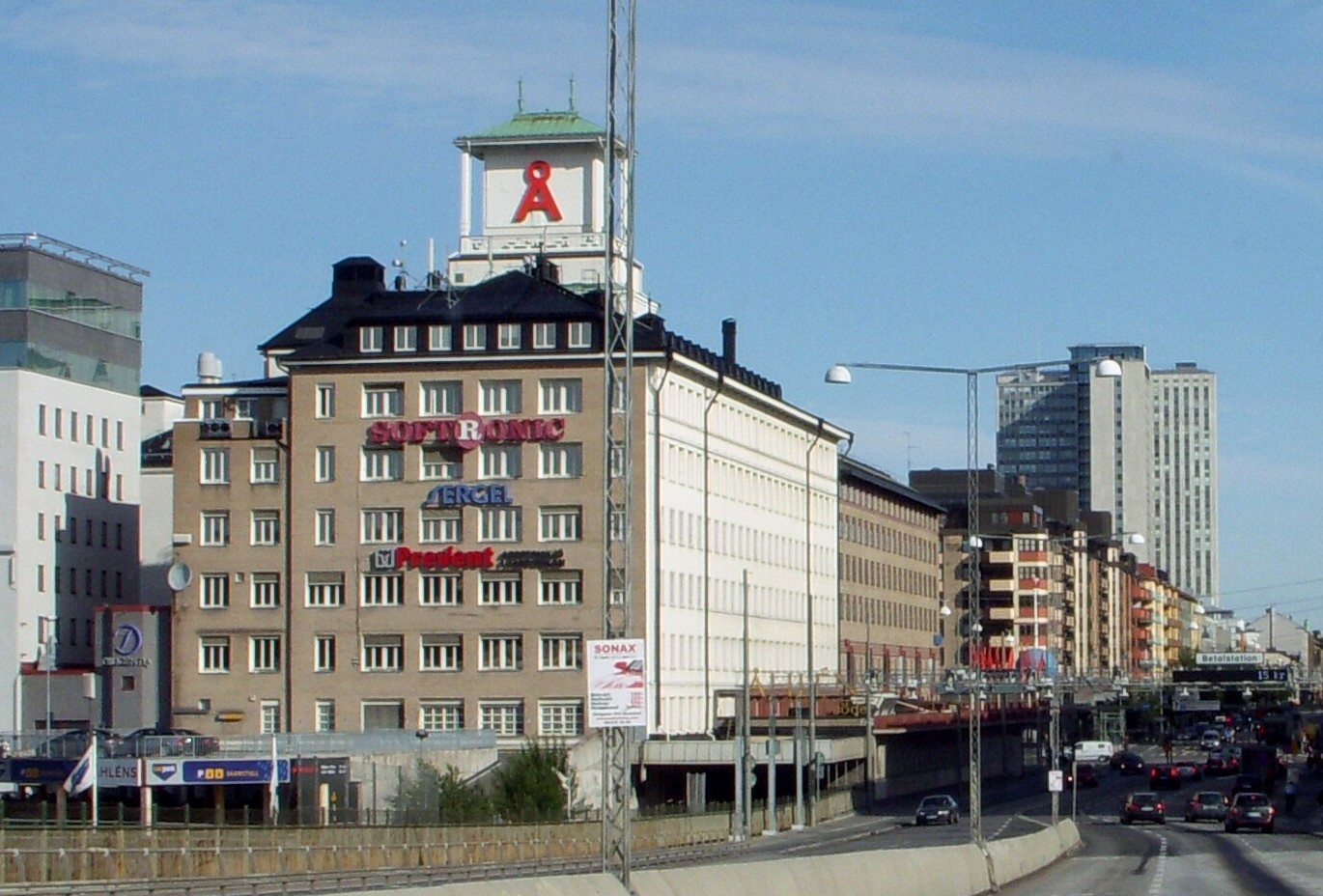
Varuhuset Åhlén & Holms, Götgatan invigdes 1915.

I Stockholms län finns idag ett stort utbud av varuhus, köpcentrum och liknande anläggningar för shopping och förströelse. Affärsidén att sälja ett stort utbud av varor och tjänster på ett och samma ställe och under samma tak med en central varuhusledning introducerades i Stockholm på 1800-talets slut när KM Lundbergs varuhus vid Stureplan öppnade sina portar 1898. De båda äldsta varuhusen i Stockholm som fortfarande existerar är NK vid Hamngatan och Åhléns Söder på Södermalm som båda invigdes 1915.
Under efterkrigstiden uppstod ett antal förortscentrum kring Stockholm där arbete, bostad och centrum kombinerades till den så kallade ABC-staden. Till dem räknas bland annat Vällingby centrum och Farsta centrum. Sedan dess har Stockholms läns varuhus och köpcentrum genomgått många förvandlingar. Hela tiden dyker upp nya shoppingområden ofta långt utanför staden. Det kräver transport i egen bil, vilket har rönt viss kritik och krav på etableringsstopp för nya köpcentrum. Handelns utredningsinstitut anser dock att Stockholm har plats för ännu fler köpcentrum på sikt.
Stockholms för närvarande (2016) nyaste shoppingcentrum är Mall of Scandinavia som år 2015 invigdes i Solna.

## Historiska handelsplatser

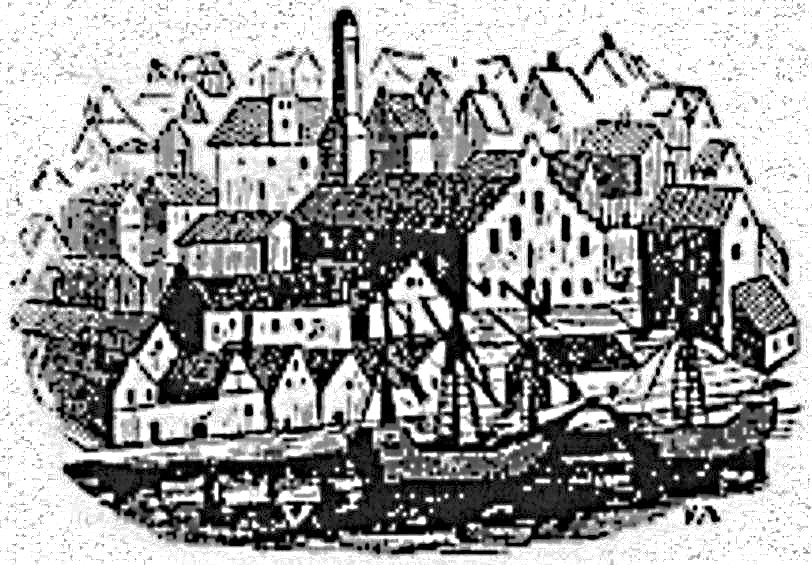
Koggbron och några koggar nedanför Stadens våghus omkring 1510.

En tidig handelsplats i vad som nu är Stockholms län var Helgö under Folkvandringstid och Vendeltid. Likaså räknas Birka på Björkö till en tidig och en av vikingatidens viktiga handelsplatser i svearnas rike mellan 700- och 900-talen.
Under medeltiden hade Stadsholmen (Gamla stan) två viktiga handelsplatser med sina respektive hamnar. Båda låg på Stadsholmens södra del. Mot väst fanns Kornhamn för sjötrafik till och  från Mälaren. Mot öst fanns Koggbron, som var den  internationella hamnen, där de stora koggarna lade till under Hansetiden. De varor som importerades till Stockholm utgjordes bland annat av salt, kryddor, olja, öl, vin, lergods, dyrbara tyger och kläder.
Koggbrons betydelse som handelsplats övertogs på 1600-talet av Skeppsbron. 1634 blev Stockholm officiellt Sveriges huvudstad med en omfattande inflyttning av såväl vanliga medborgare som köpmän, politiker, ämbetsmän, militärer och en växande intellektuell elit. Samtidigt uppmuntrades bildandet av handelskompanier. Mer än två tredjedelar av Sveriges utrikeshandeln gick via Stockholm.

## Saluhallar, gallerior och varuhus

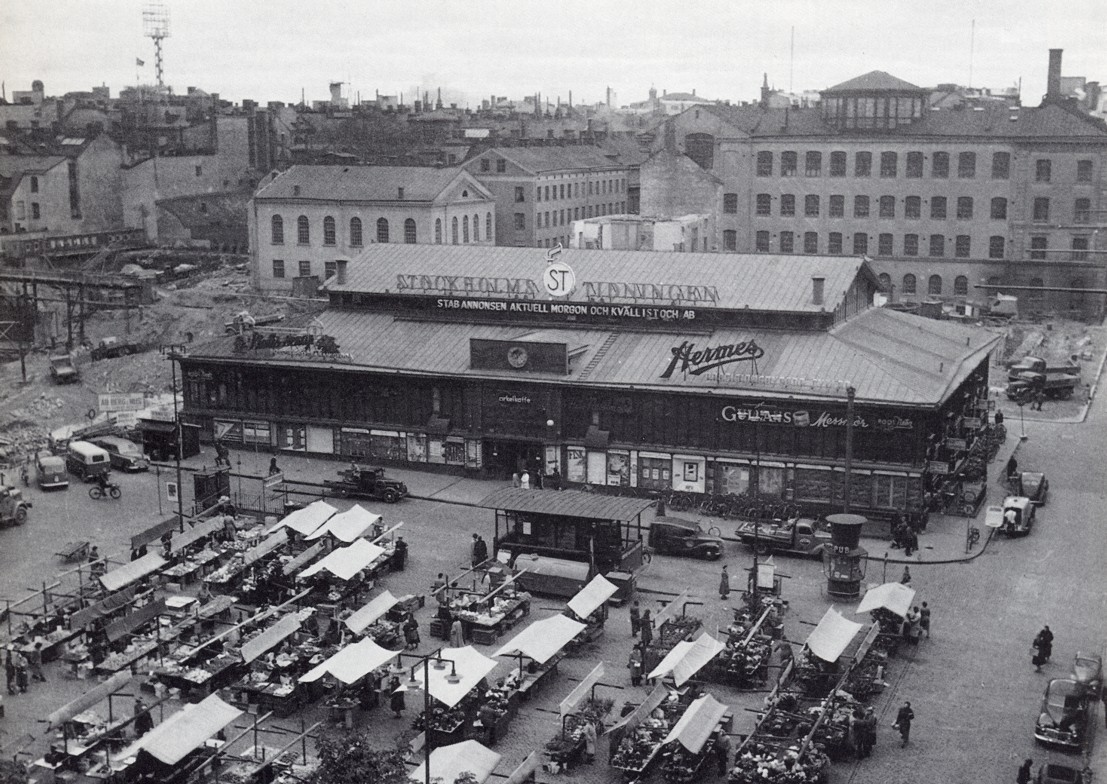
Den gamla Hötorgshallen 1953

Stockholms första saluhallar började uppföras i slutet av 1800-talet. Anledningen var insikten om att bakterier kunde utlösa sjukdomar och att nya hygieniska bestämmelser började införas. Stockholms äldsta saluhallar var Köttorgshallen vid Munkbron i Gamla stan (riven 1950) där kött och fläsk såldes och gamla Hötorgshallen vid Hötorget på Norrmalm (riven 1954). 
Stadens äldsta fortfarande existerande saluhall är Östermalmshallen (invigd 1888). Det fanns fler saluhallar som försvann med tiden, exempelvis Maria saluhall vid Hornsgatan (riven i slutet på 1920-talet). Ännu 1955 fanns en flytande fiskhall vid Kornhamnstorg.
Idag finns tillsammans med nya Hötogshallen (invigd 1959) och Söderhallarna (invigd 1992) tre saluhallar i Stockholm. 
Ett tidigt varuhus i Stockholm var KM Lundbergs varuhus vid Stureplan 3, ritat av arkitekt Erik Josephson. Det var då det invigdes 1898 Stockholms största detaljhandel. KM Lundbergs varuhus ombildades 1914 till Nordiska Kompaniet.
Stockholms första galleria var Brunkebergspassagen i Folckerska huset vid Brunkebergstorg från 1848. Lokalerna byggdes 1907-1907 om för Göteborgs Bank och huset revs 1969. En liknande passage är Birger Jarlspassagen, som skapades mellan 1894 och 1897 av arkitekt Ludvig Peterson och fortfarande finns kvar. Den eleganta inredningen med mörka, rikt dekorerade träpaneler och det indirekt belysta glastaket för tanken till Burlington Arcade in London. Den gamla Hötorgshallen invigdes 1884 och Östermalms saluhall 1888. Passager, saluhallar och gallerier hade sina förebilder i de orientaliska övertäckta basarerena och marknadsplatser.
I Stockholm fanns under större delen av 1800-talet (1839-1904) just en basar. Det var butikslängan Norrbrobasaren längs Norrbros västra sida. Längan uppfördes 1838-39 och revs 1904 i samband med bygget för nya Riksdagshuset. Här flanerade "fint folk" och vid Albert Bonniers boklåda möttes konstnärer, vetenskapsmän, författare och skådespelare.
Stockholms första varuhus av modernt snitt som fortfarande existerar är Nordiska kompaniet (NK). Företaget grundades 1902 och den 22 september 1915 öppnades det stora varuhuset vid Hamngatan, på platsen för det gamla Sparreska palatset. Varuhusdirektören var Joseph Sachs, och arkitekt var Ferdinand Boberg. Som förebild tjänade liknande anläggningar i Europa, som Harrods i London, Galeries Lafayette i Paris och KaDeWe i Berlin. 
Samma år lät Johan Petter Åhlén uppföra sitt första varuhus i staden under namnet Åhlén & Holms (idag Åhléns Söder) på södra Södermalm. Huset hade sju våningar och över tiotusen kvadratmeter våningsyta och uppfördes efter ritningar av arkitekt Edvard Bernhard.

## Efterkrigstidens förortscentrum

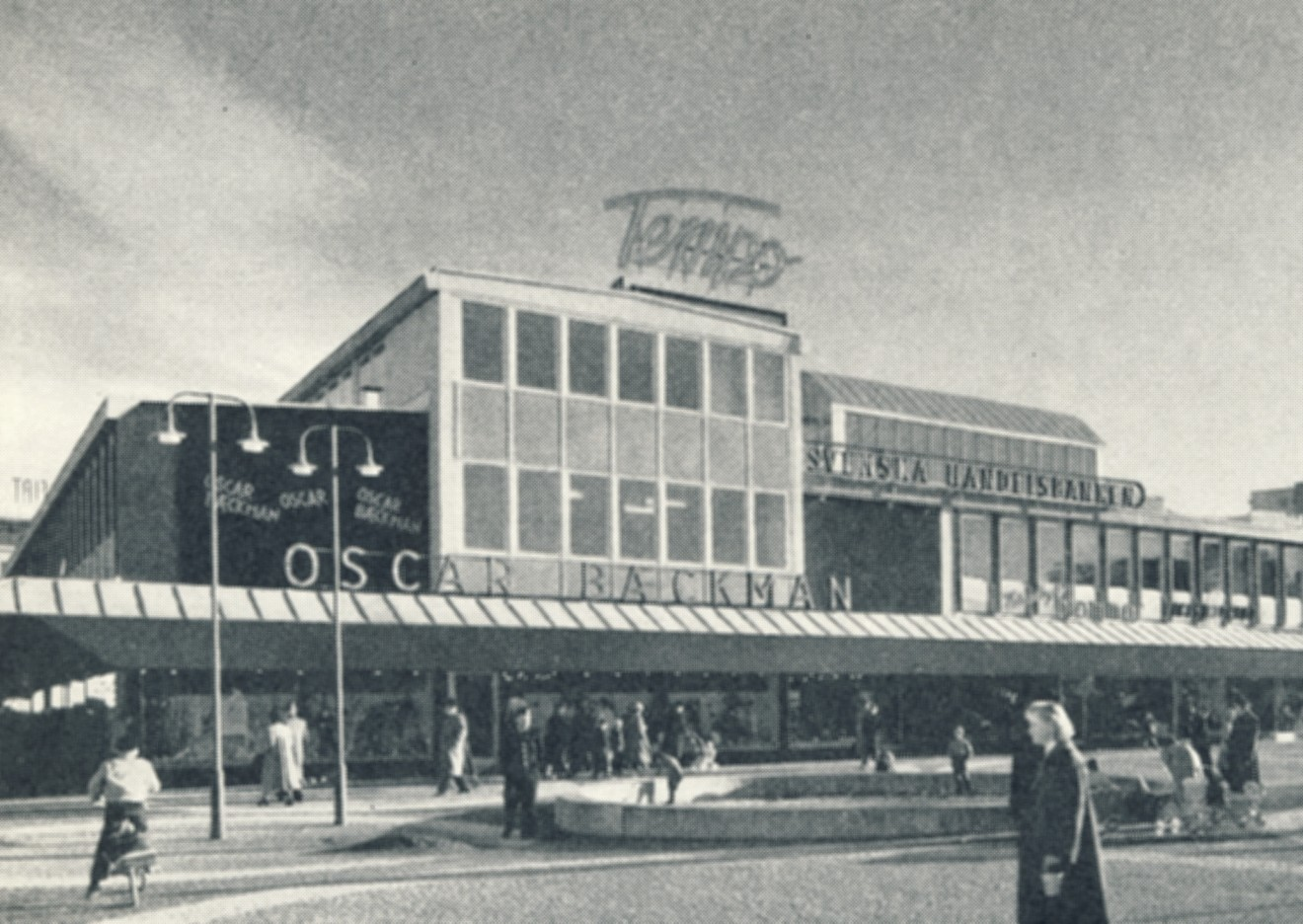
Vällingby centrum 1956.

Det första större utomhuscentrumet i Stockholmsregionen var Vällingby Centrum (idag Vällingby City). Anläggningen skulle tillsammans med förorten Vällingby fungera som en självständig så kallad ABC-stad med "arbetsplatser" och "bostäder" och där "c" stod just för "centrum". Centret invigdes den 14 november 1954 av Carl Albert Anderson och man ansåg då att det i praktiken inte fanns någon anledning för de boende att åka till centrala Stockholm för att arbeta och handla. Det var också så det fungerade under de första åren. Arkitekterna Backström och Reinius hade fått uppdraget att utforma det nya centrumet. Här tillämpade de idéer från USA med varierande volym- och fasadgestaltning i olika material. 
I Vällingby Centrum tillhandahölls inte bara byggnader för köp av varor och tjänster utan även för kulturell konsumtion, som bibliotek, biograf, teater, ungdomslokaler och kyrka. Vällingby Centrum uppmärksammades internationellt och blev en förebild för många inhemska och utrikiska stadscentrumanläggningar. Som en direkt uppföljare, söder om Stockholm, kom Farsta Centrum (byggd 1956–1960), även det ritat av Backström och Reinius. Många förortscentrum planerades efter samma koncept och de placerades som ett pärlband längs Stockholms tunnelbanas nya linjer.

## Stormarknader och inomhuscentrum

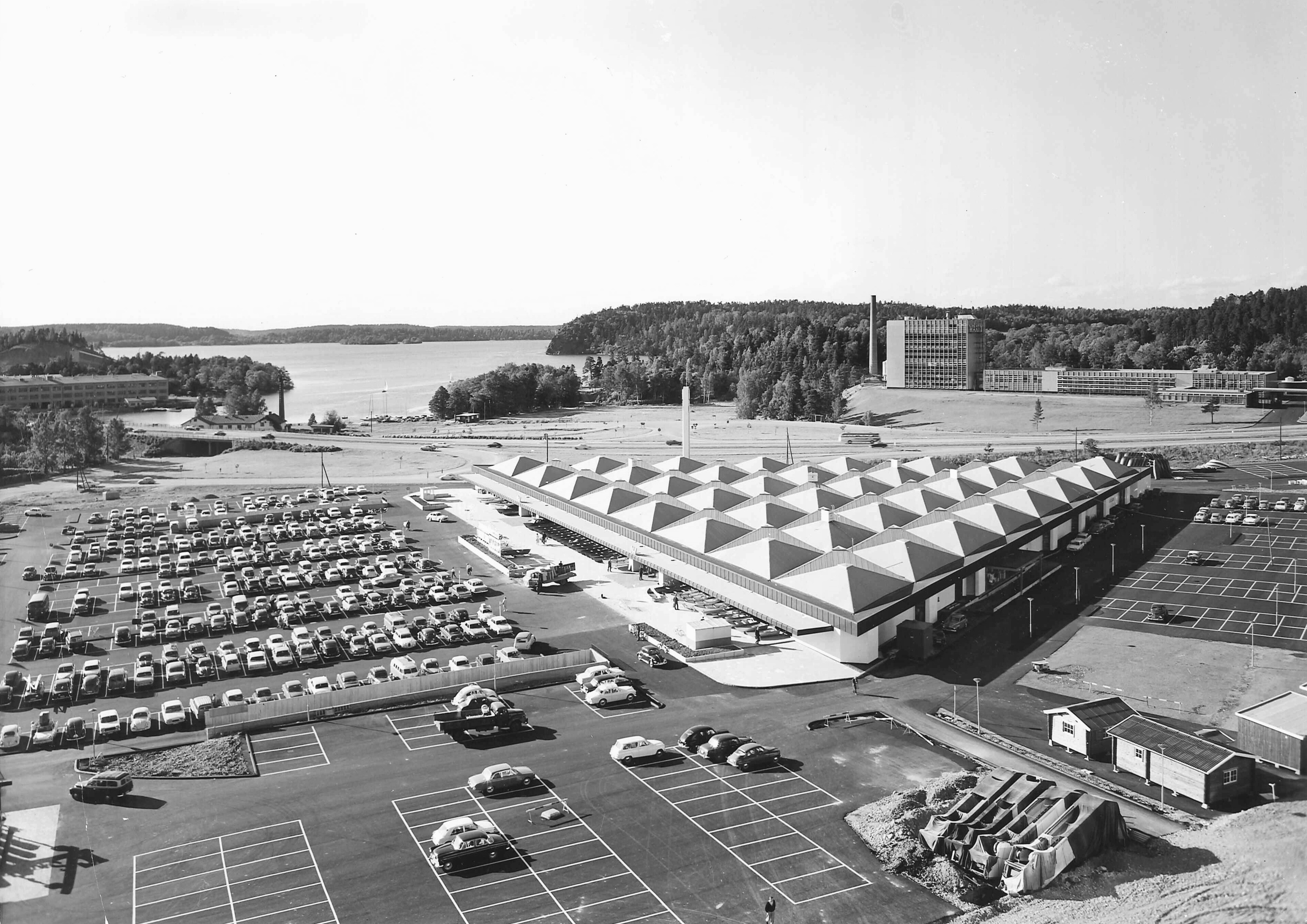
Obs! Stormarknad, Vårby 1963.

År 1963 öppnade KF:s första stormarknad i Sverige, det var Obs! Stormarknad, Vårby, som låg med bra skyltläge intill den nybyggda motorvägen (numera Södertäljevägen - E4/E20). I stormarknaden fick kunderna själva plocka ihop dagligvaror och kapitalvaror och det förutsattes att kunden kom i egen bil, för det anordnades en stor parkeringsplats utanför varuhuset. Konceptet fick sedermera efterföljare runtom i Sverige.
Under 1960-talet och fram till miljonprogrammets slut 1975 byggdes både utom- och inomhuscentrum parallellt runt om i Stockholms län. Efter 1975 avtog byggandet av utomhuscentrum, de flesta centrum som har byggts sedan dess har varit inomhuscentrum och gallerior. Från år 2000 och framåt har fler och fler köpcentrum renoverats och byggts ut, även en del nya centrum har byggts framför allt i redan befintliga lokaler. Runtom Stockholm uppstår moderna köpcentrum, som till exempel Barkarby handelsplats i norr och Kungens kurva i söder.
Stockholms för närvarande (2010) nyaste köpcentrum är Bromma Blocks som byggdes sedan år 2006 i Bromma flygplats gamla hangarer och vars senaste etapp invigdes i slutet av september 2010. När Bromma Blocks är fullt utbyggt skall det blir ett av Sveriges större köpcentrum med drygt 100 000 m² shoppingytor och cirka 150 butiker. Namnet "Bromma Blocks" skall anknyta till Paul Hedqvist som ritade ett flertal hangarer på området i en funktionalistisk, blockliknande arkitektur. Bromma Blocks är KF Fastigheters största satsning någonsin och den totala investeringen till september 2010 ligger på runt 2 miljarder kronor.

## Problem och kritik
Ofta ligger shoppingcentrum långt utanför staden och kan bara nås med bil, vilket har rönt viss kritik och krav på etableringsstopp från miljöhåll.
Att stora köpcentrum konkurrerar ut småbutiker är ett känt faktum men köpcentrum kan även konkurrera ut varandra, som till exempel Kungens kurva och Slagsta strand köpcentrum. Det senare fick stänga år 2010 eftersom Kungens kurvas utbyggnad lockade viktiga butiker dit. Det är således inte bara småbutiker som utkonkurreras av nya gallerior och köpcentrum. Köpcentrumen själva konkurrerar nuförtiden ut varandra.

### Historiska bilder

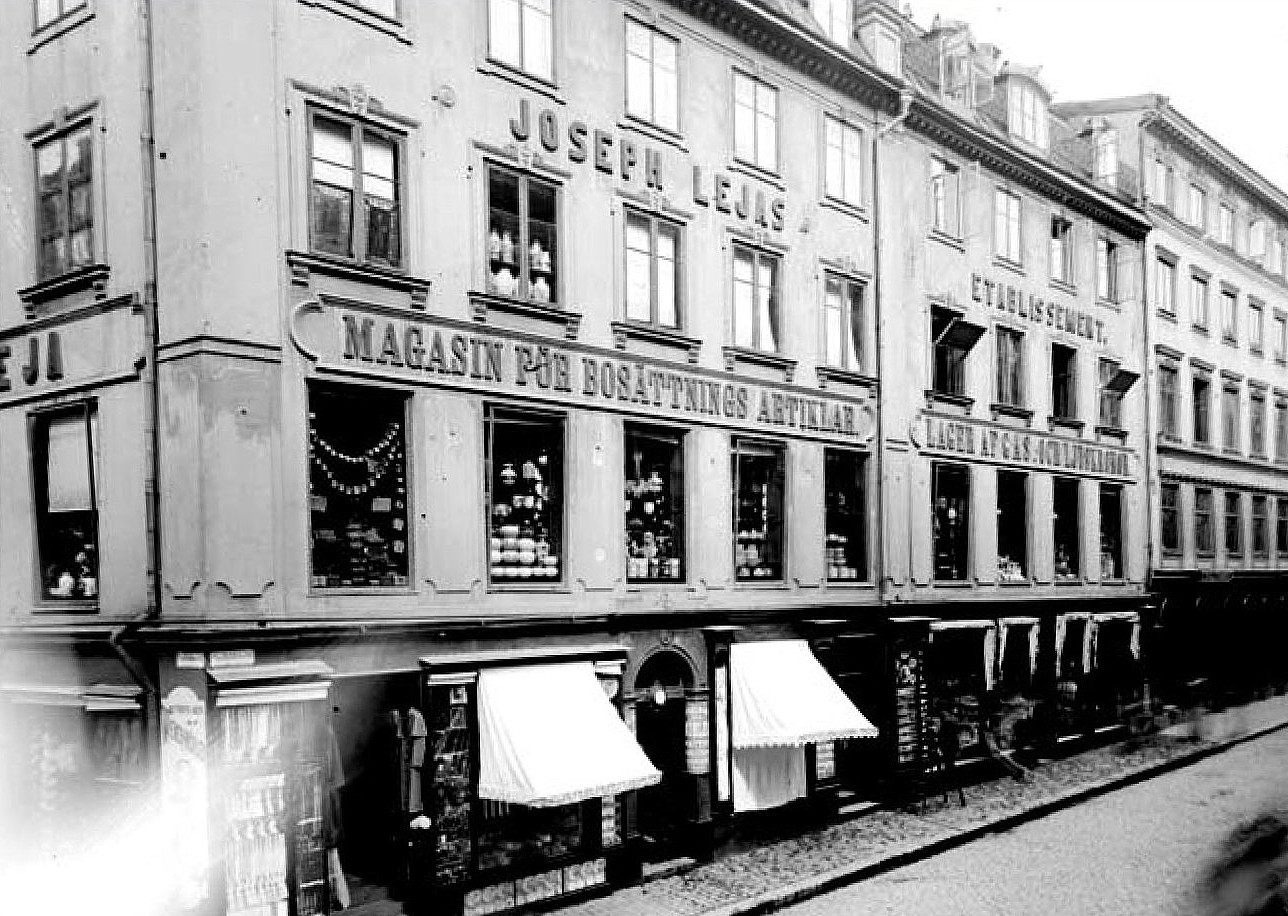
Firma Joseph Leja, 1800-tal
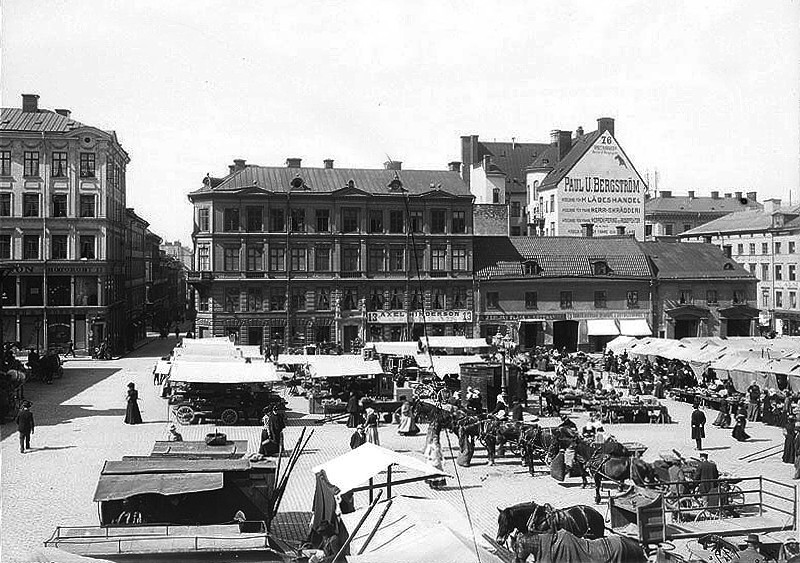
Hötorget med PUB-huset i bakgrunden år 1900
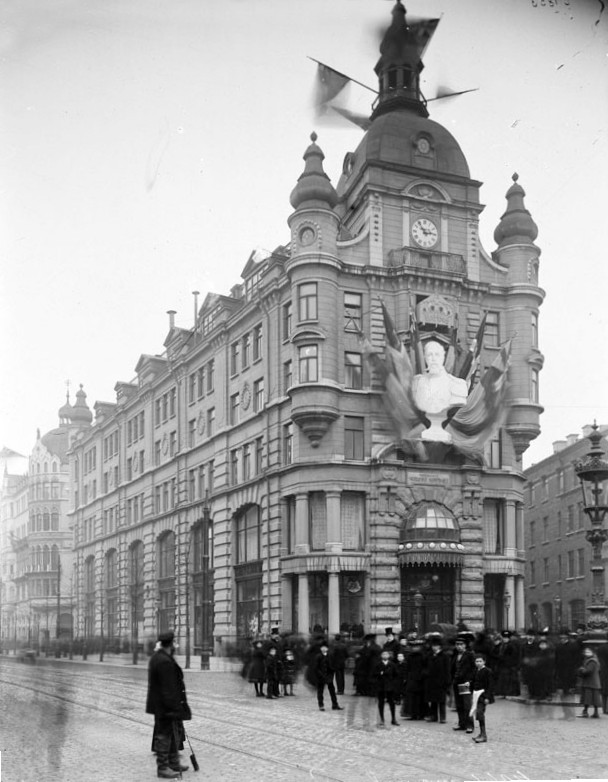
K.M. Lundberg 1904
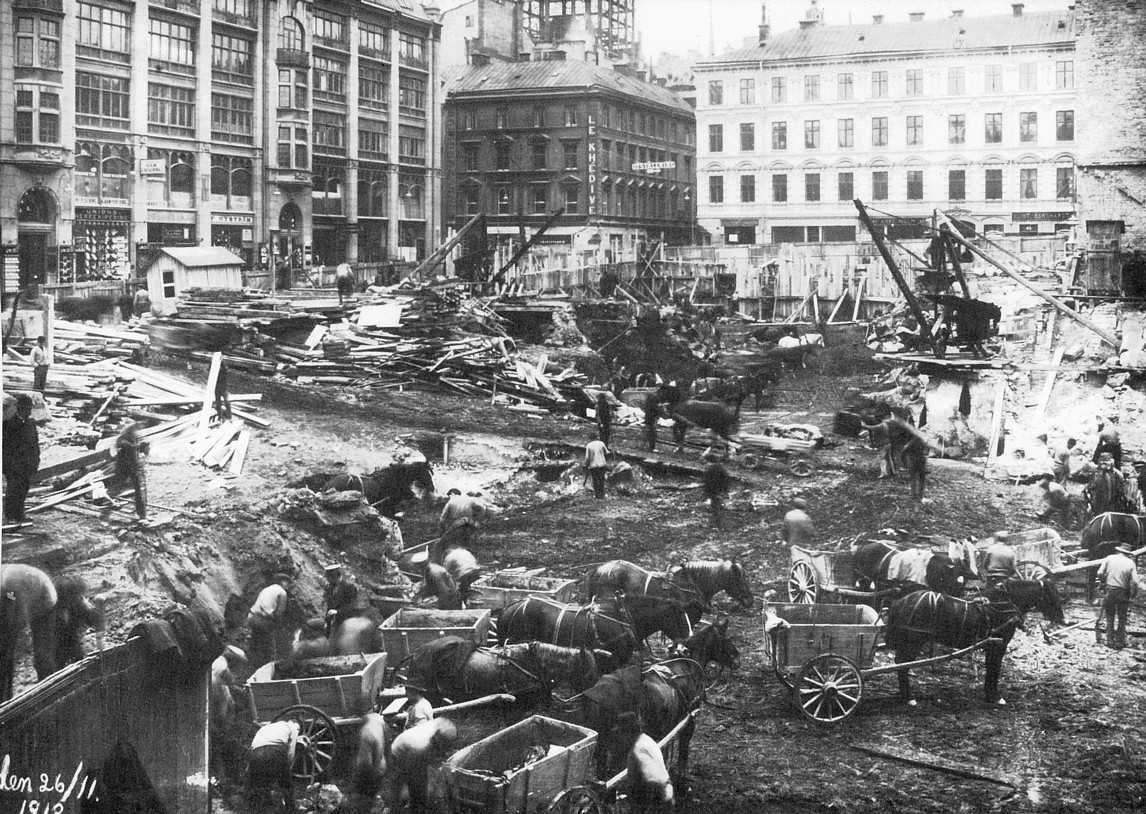
Byggnadsarbeten för NK 1913
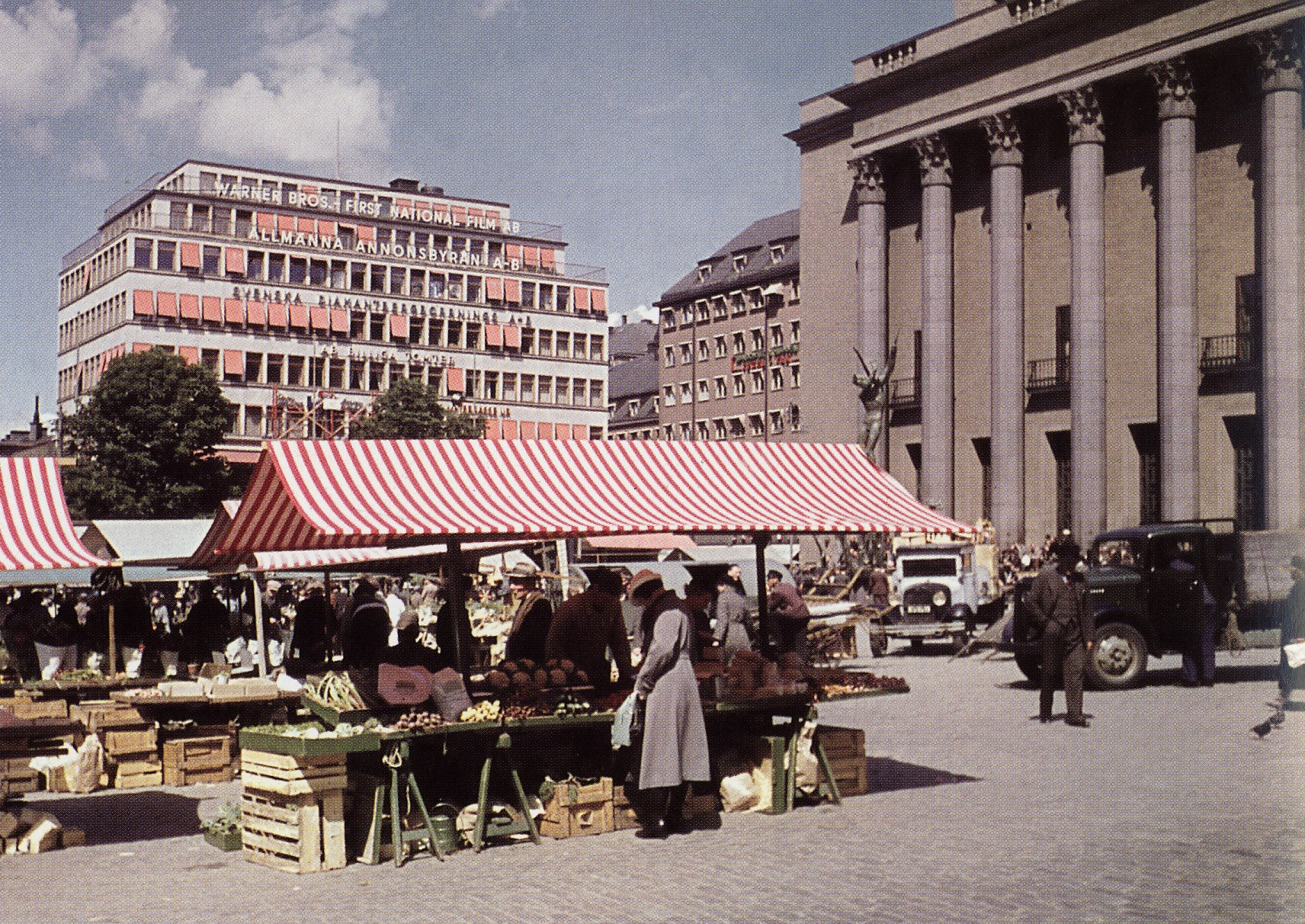
Tempohuset och Hötorget 1937
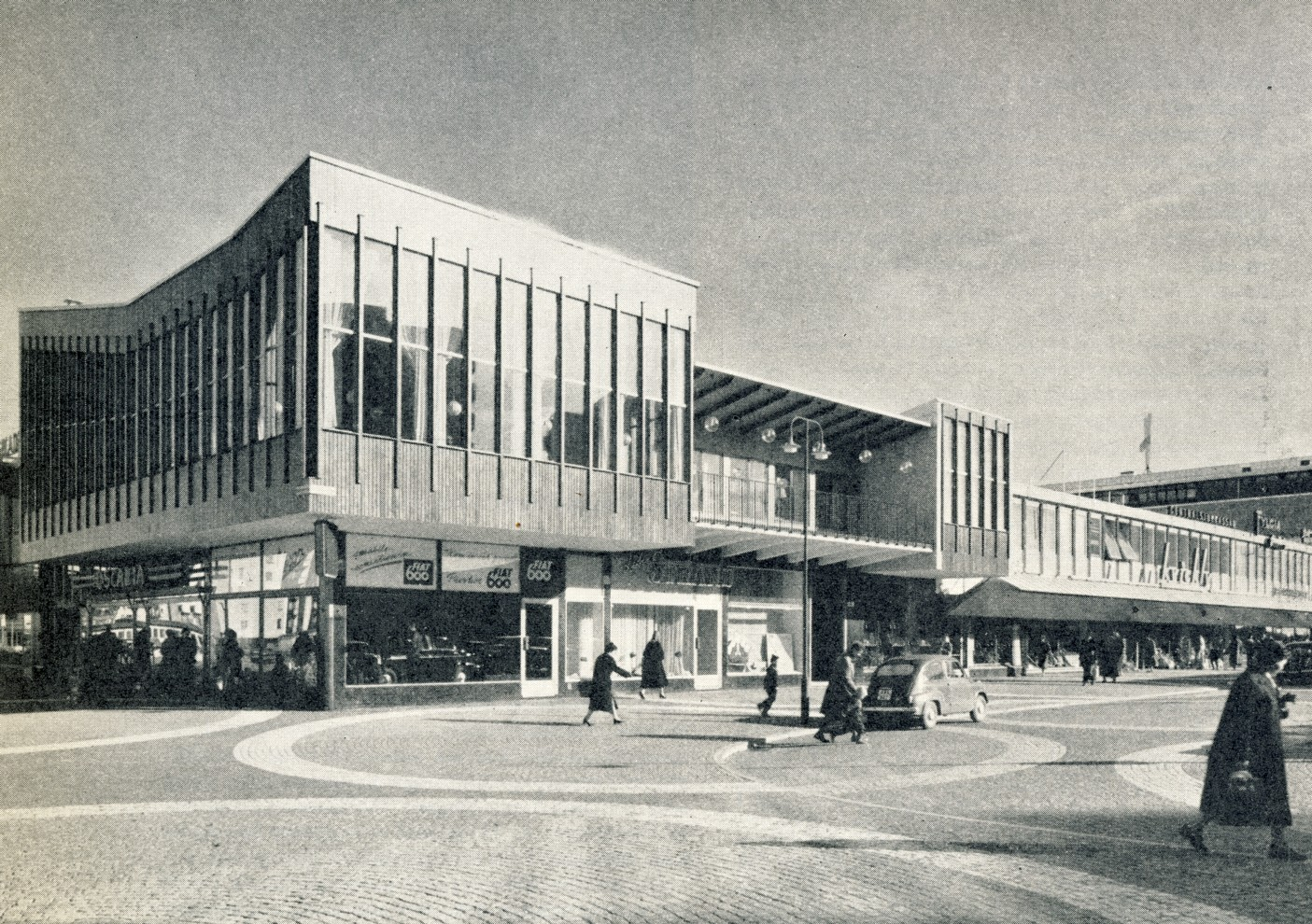
Vällingby centrum 1956
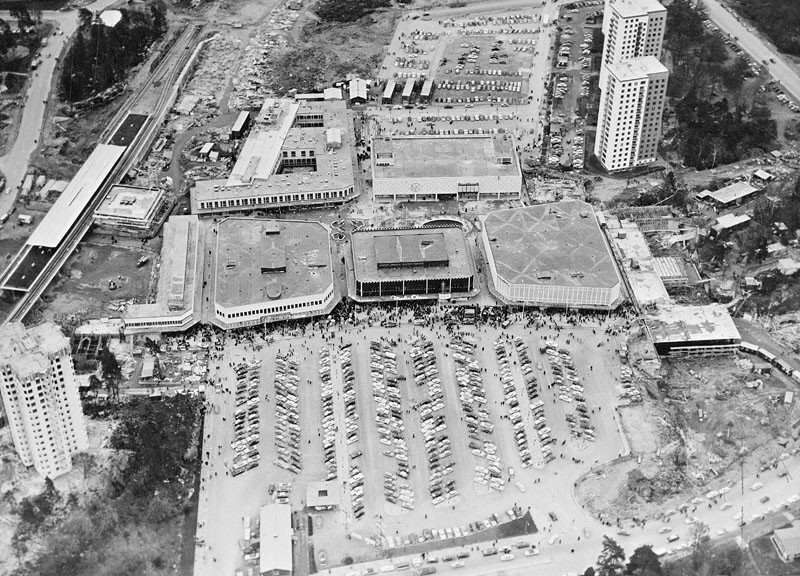
Farsta Centrum vid invigningen 1960
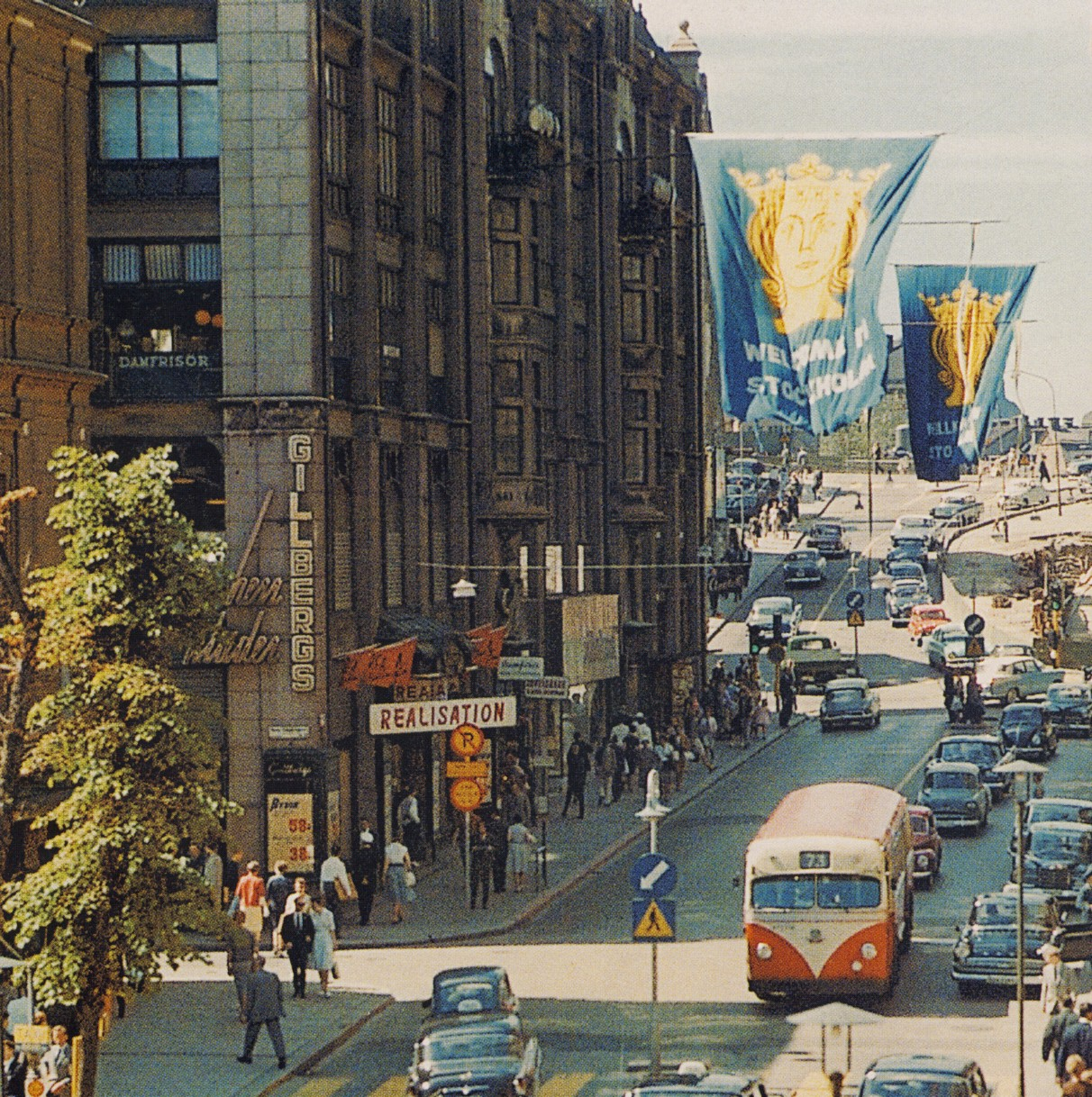
Sidenhuset 1961
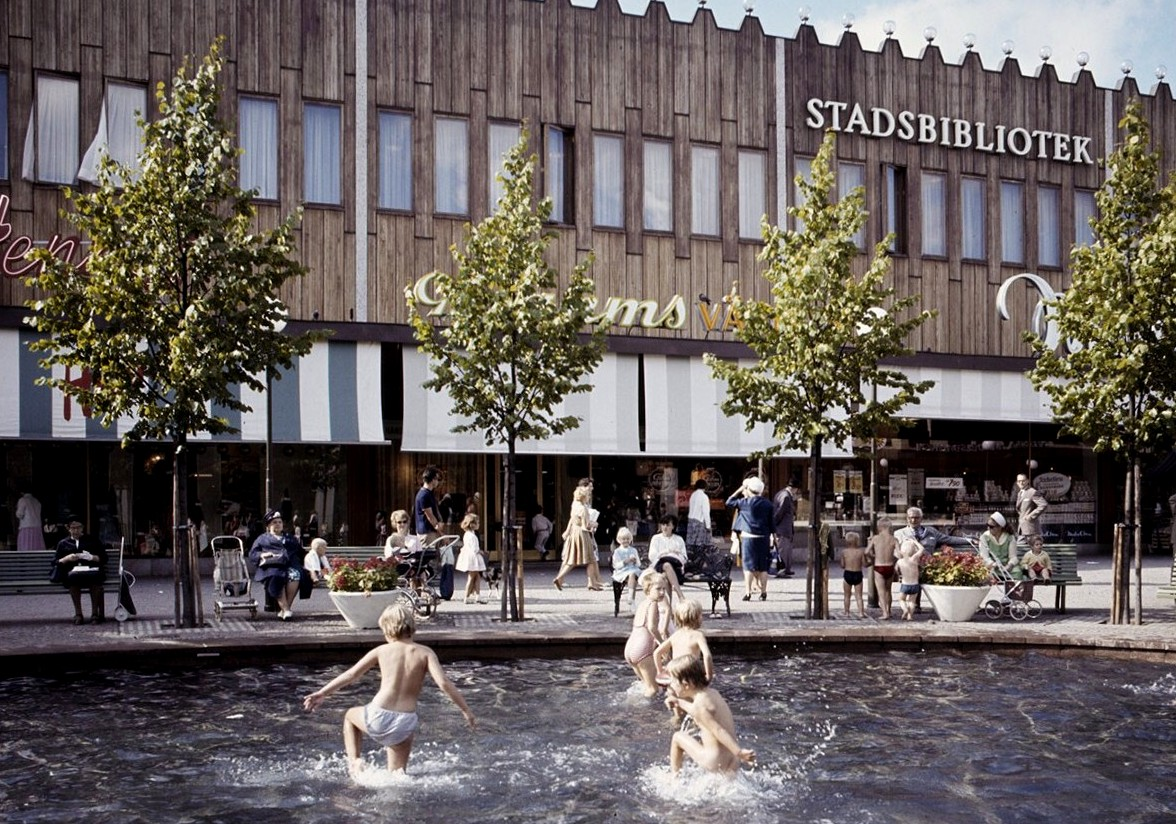
Bad i plaskdammen, Farsta Centrum 1961
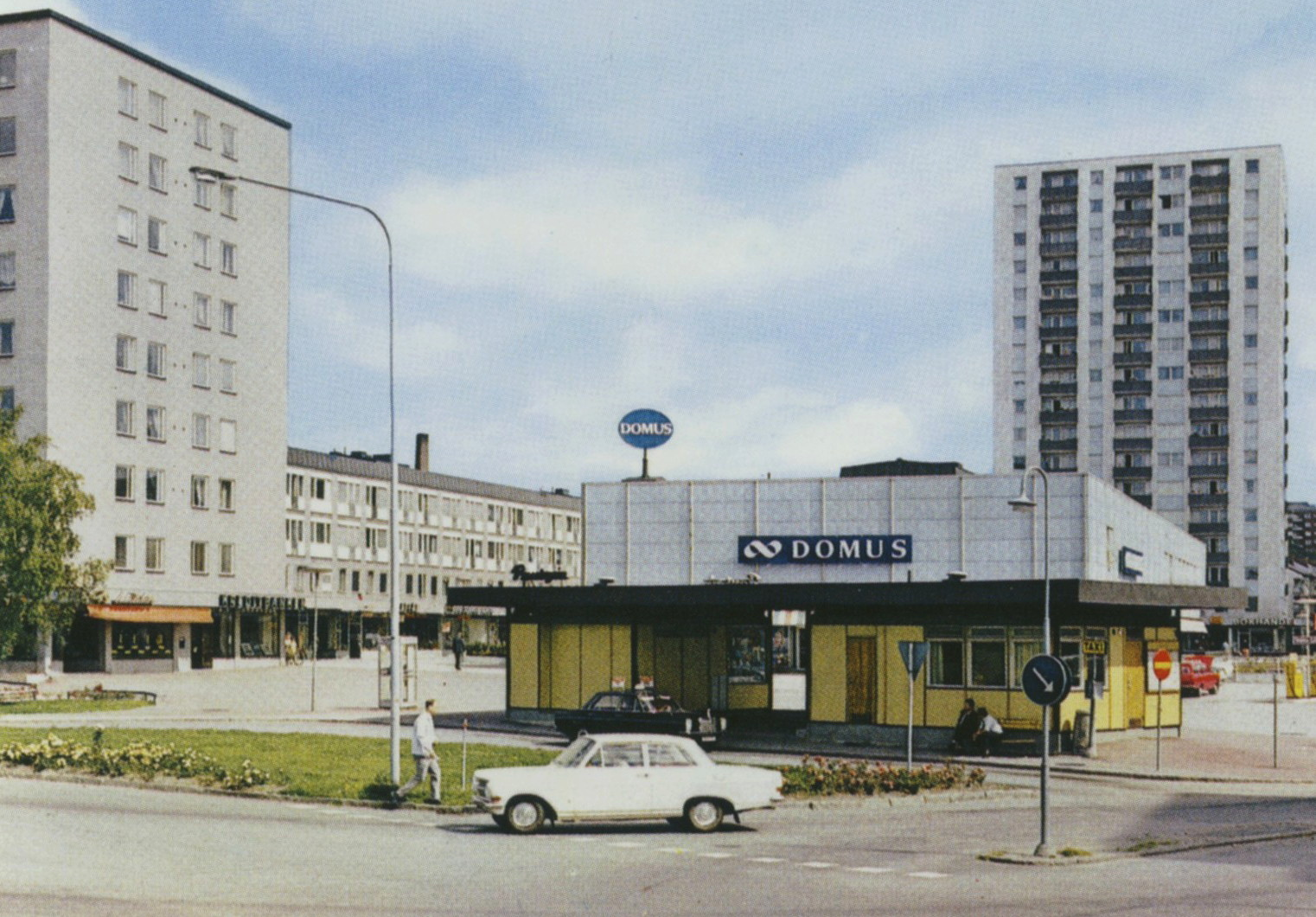
Huddinge centrum på 1960-talet
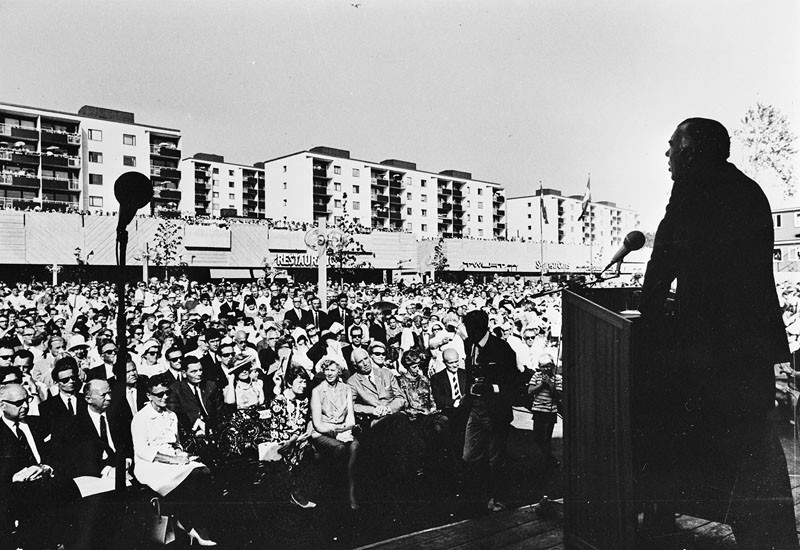
Prins Bertil inviger Skärholmens centrum, 1968
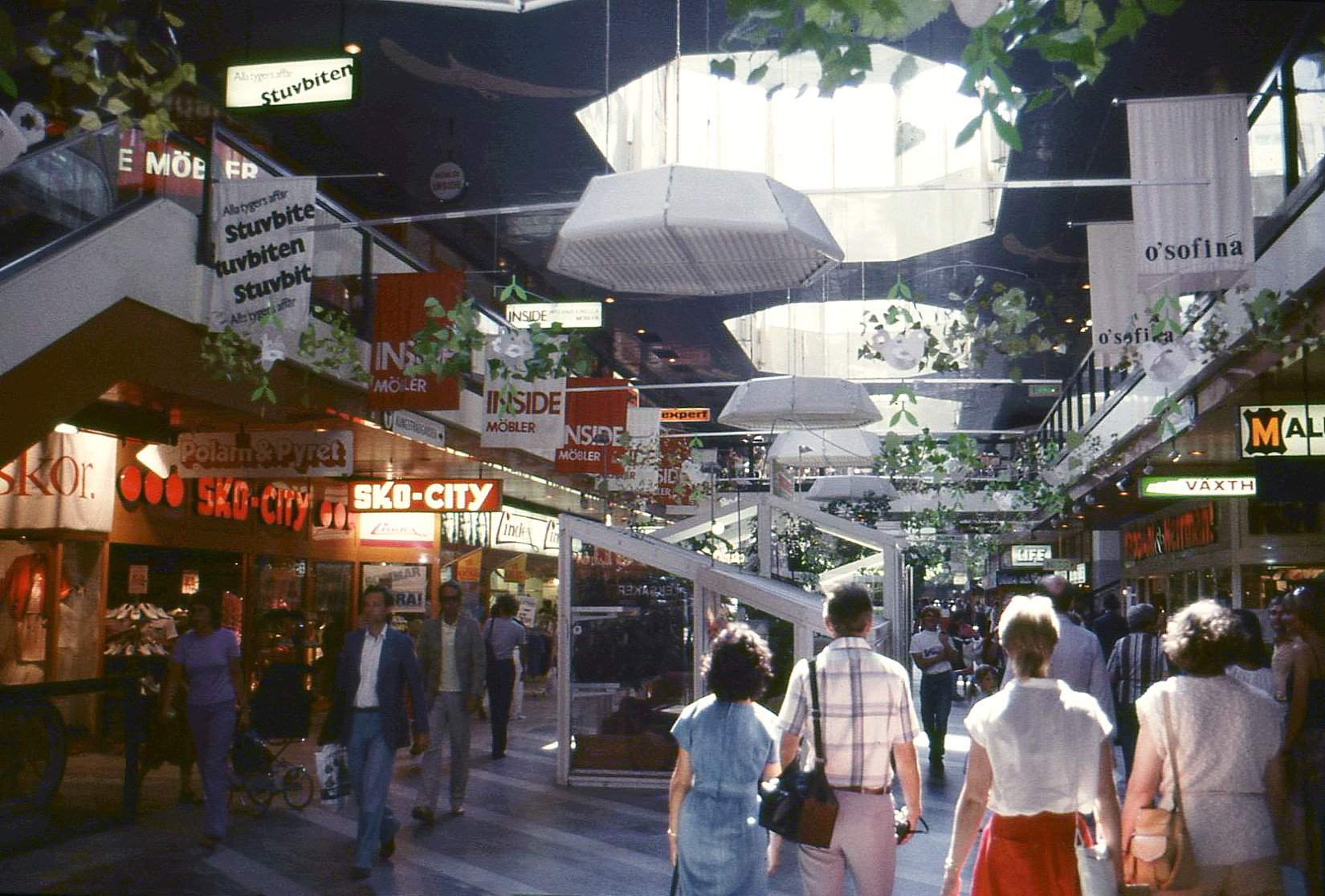
Gallerian 1978

## Inomhuscentrum - varuhus, gallerior, saluhallar i urval
I alfabetisk ordning.
- Arlandastad - (verksamheten började med att Eurostop invigdes 1992)
- Arninge - (är ett modernt handels- och industriområde)
- Birger Jarlspassagen - (skapades mellan 1894 och 1897 av arkitekt Ludvig Peterson)
- Nacka Forum - (invigdes 1989 under namnet Forum Nacka, byggdes om 2008 och bytte i september 2010 namn till Nacka Forum)
- Fittja centrum - (uppfört på 1970-talet, ombyggd och renoverat på 1990-talet)
- Fältöversten - (byggd 1971-1973)
- Gallerian - (invigdes 1976, byggdes om och återinvigdes 2004)
- Globen Shopping - (invigdes 1989)
- Haninge Centrum - (invigdes 1964 som utomhuscentrum, byggdes om och återinvigdes 1987)
- Heron City - (invigdes 2001 och är ett av många köpcentrum inom Kungens kurva)
- Jordbro centrum - (invigdes i slutet av 1960-talet)
- Kista Galleria - (byggd och invigd 1977, totalombyggd och återinvigd 2002. Ytterligare ombyggnad skedde år 2009)
- Liljeholmstorget - (invigd 1974, ombyggd och nyinvigd 22 oktober 2009)
- Lindhagens Centrum - byggd och invigd 2009 som en del av projekt Lindhagen
- Mall of Scandinavia - (invigdes i november 2015)
- Mörby centrum - (de ursprungliga delarna av Mörby centrum byggdes 1961)
- Nordiska Kompaniet (NK) - (invigdes 1915)
- PK-huset - (uppförd mellan 1971 och 1974)
- PUB - (byggdes 1923-25, invigdes 1925, byggdes om och återinvigdes 2006)
- Ringen centrum - (invigd 1981, ombyggd 1996)
- Salénhuset - (stod klart 1978 och byggs f.n. (2010-2011) om för 60 nya butiker)
- Saltsjöbaden centrum
- SKHLM - Skärholmen Centrum - (invigdes 1968, byggdes om och återinvigdes 2008)
- Skrapan - (tidigare kallat Skatteskrapan, även Studentskrapan. Huset byggdes 1959, år 2007 invigdes ett köpcenter i byggnaden)
- Solna Centrum - (invigd 1965, byggdes om och inglasades 1989, byggs om igen 2010)
- Stinsen - (invigdes 1995 i före detta industrilokaler, byggdes om och återinvigdes 2009)
- Stockholm Quality Outlet - (började växa fram sedan slutet av 1990-talet och idag ett av Sveriges största, är en del av Barkarby handelsplats)
- Sturegallerian - (byggdes 1988-1990)
- Sätra centrum - (invigdes 1965 och var då Stockholms första inomhuscentrum)
- Tyresö Centrum - (invigdes 1968 som utomhuscentrum under namnet Bollmora Centrum, byggdes om och bytte 1992 namn till Tyresö Centrum)
- Täby centrum - (invigdes 1968, byggdes om och återinvigdes 1991. Just nu (år 2010) finns planer på utbyggnad)
- Väsby centrum - (öppnades år 1972)
- Västberga Handel - (tidigare San Remo bageri, även Bageri San Remo[12]. Byggnaden byggdes 1957-1960 och användes som bageri fram till år 2006. Åren 2007-2008 byggdes huset om och till för att sedan användas som köpcentrum)
- Västermalmsgallerian - (invigdes den 23 augusti 2002)
- Weda - (var på sin tid Södertäljes största köpcentrum)
- Åhléns City - (invigd 1964)
- Åhléns Söder - (invigd 1915 under namnet Åhlén & Holms)
- Åkermyntan - (invigdes i november 1977)
- Älta centrum - (invigdes 1968)

### Saluhallar
- Söderhallarna - (invigdes den 25 september 1992)
- Hötorgshallen - (Gamla Hötorshallen invigdes 1884 och revs 1953, den ny hallen invigdes 1958)
- Östermalms saluhall - (invigdes 1888)

### Nutida bilder på inomhusanläggningar

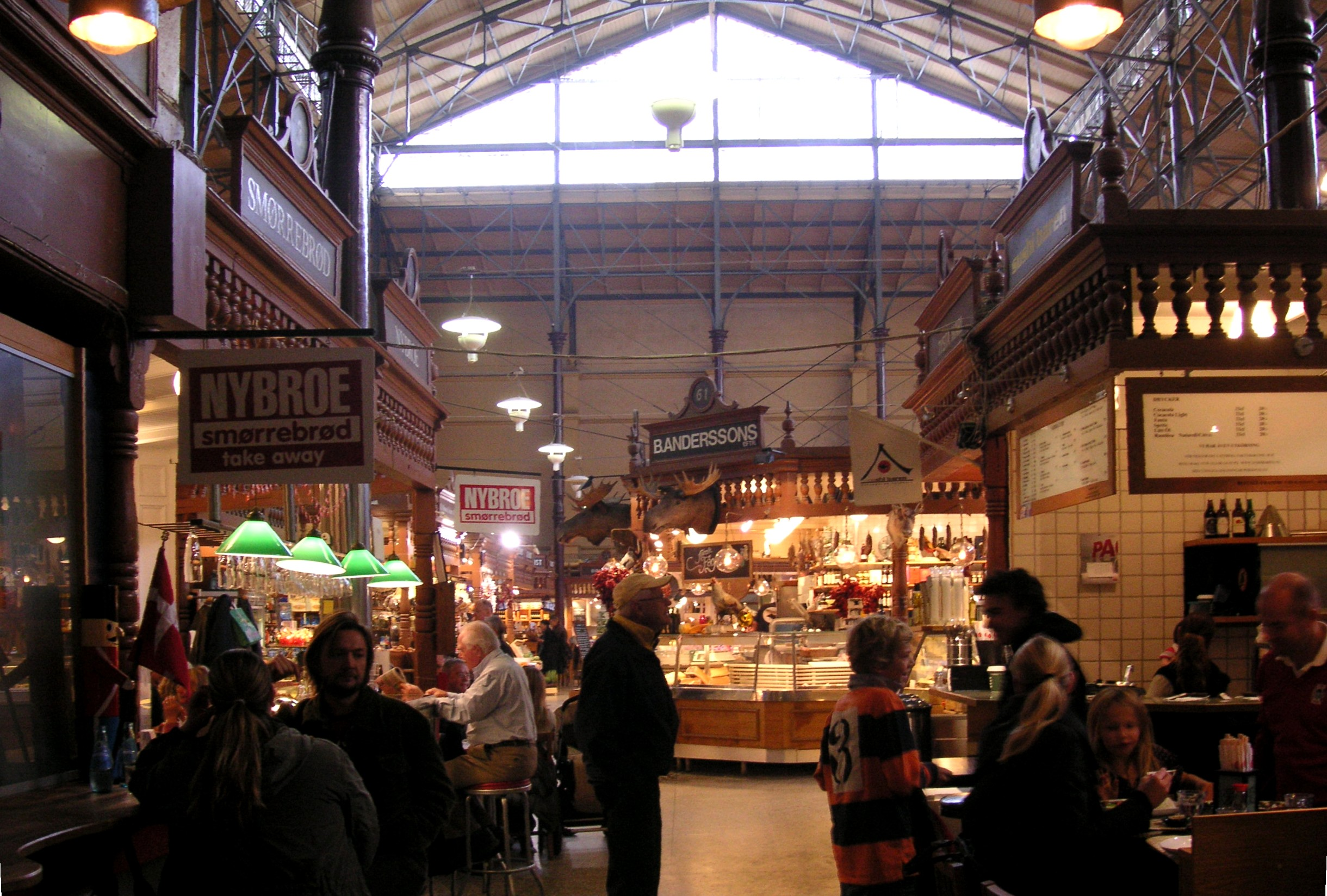
Östermalms saluhall, 2007
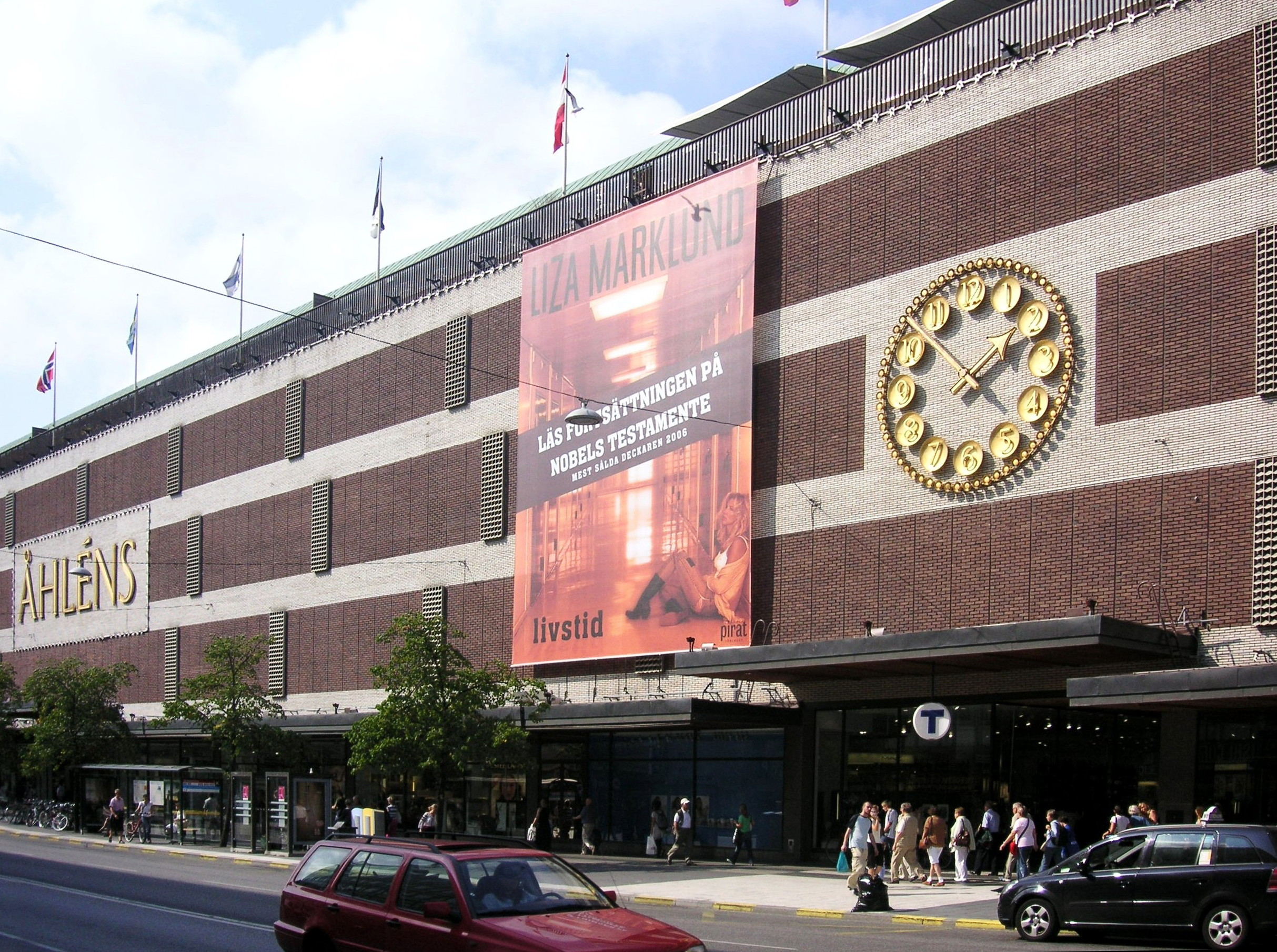
Åhléns City, 2007
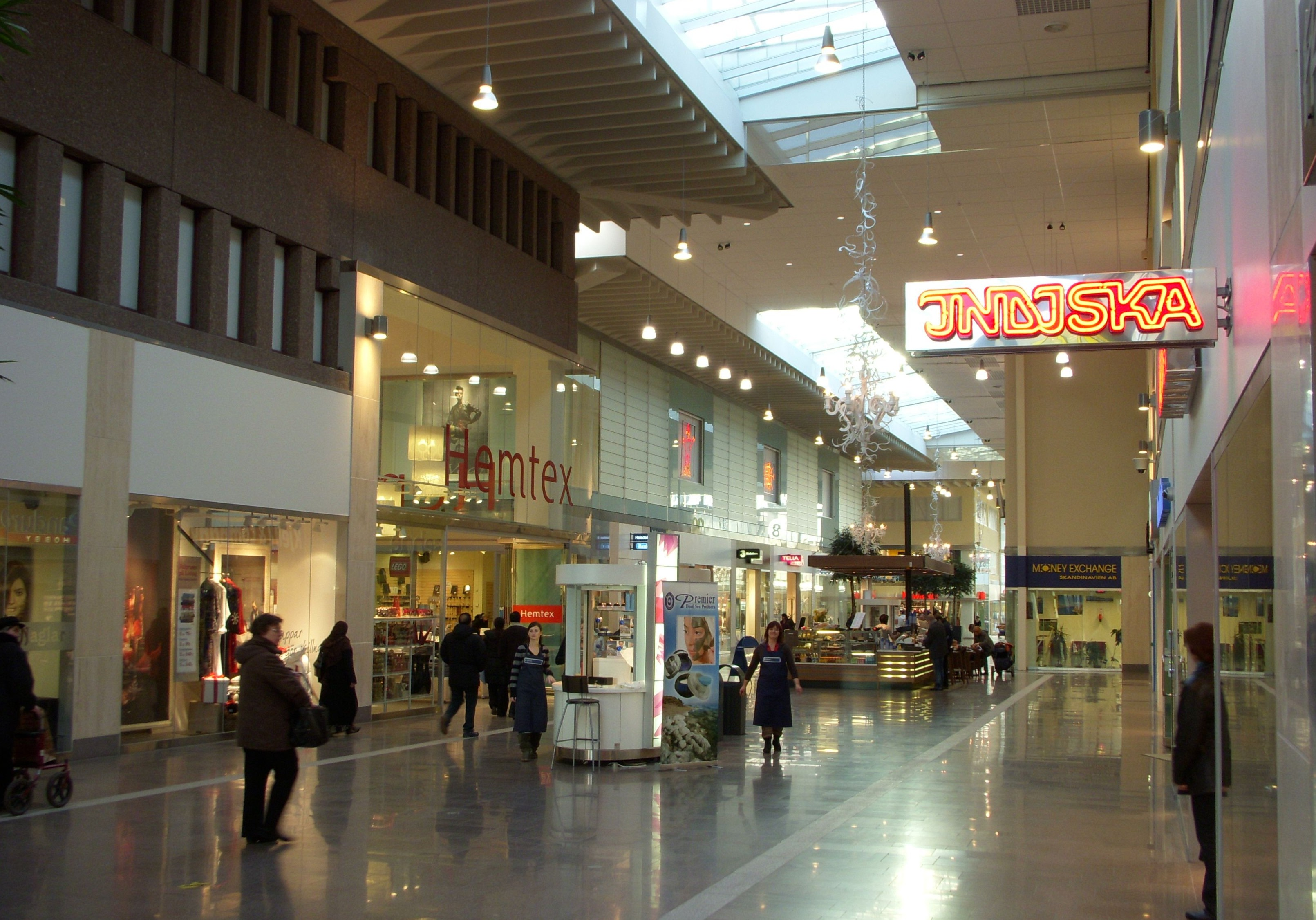
Skärholmens centrum nya inglasingen 2008
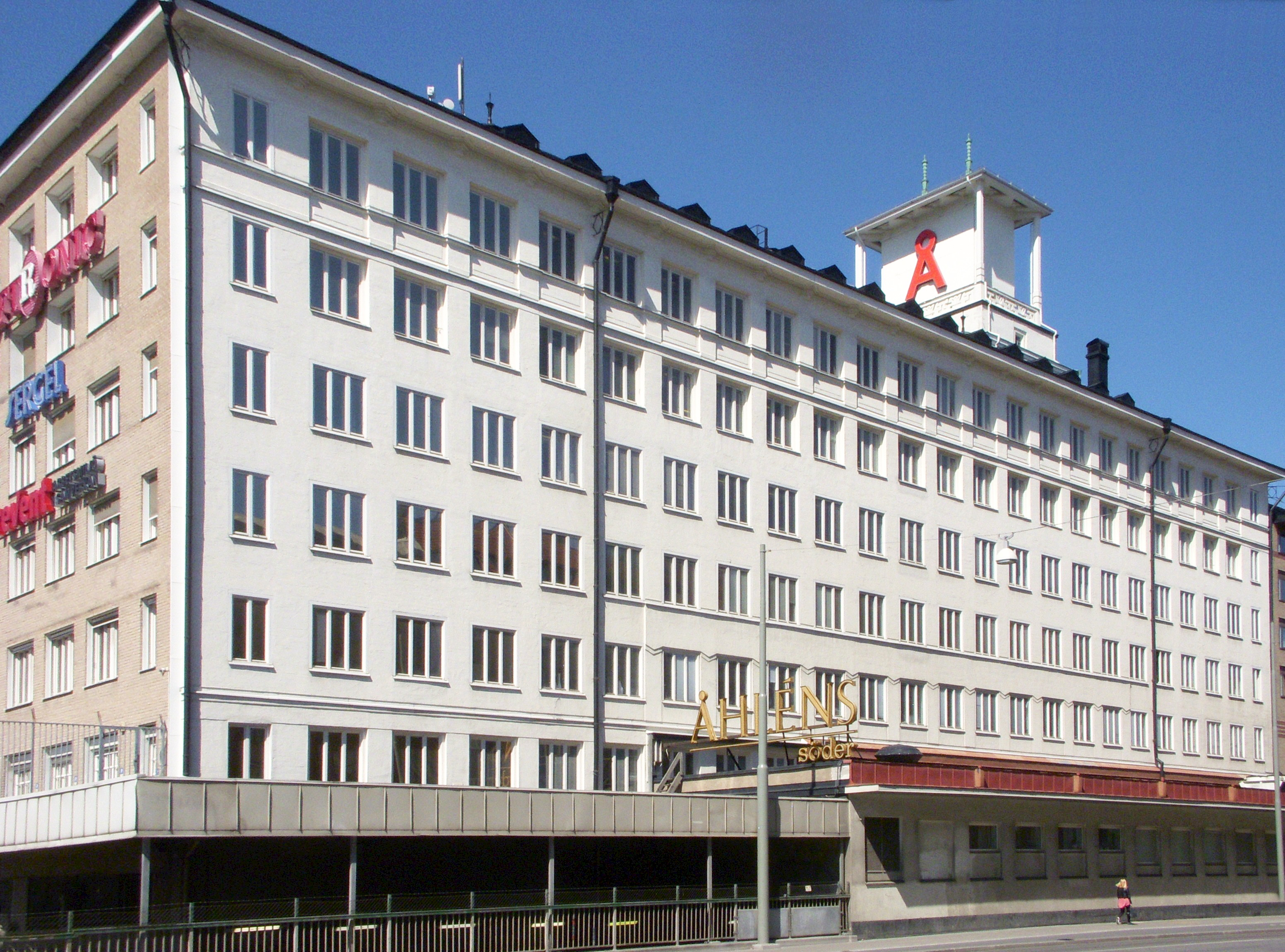
Åhléns Söder, juni 2010
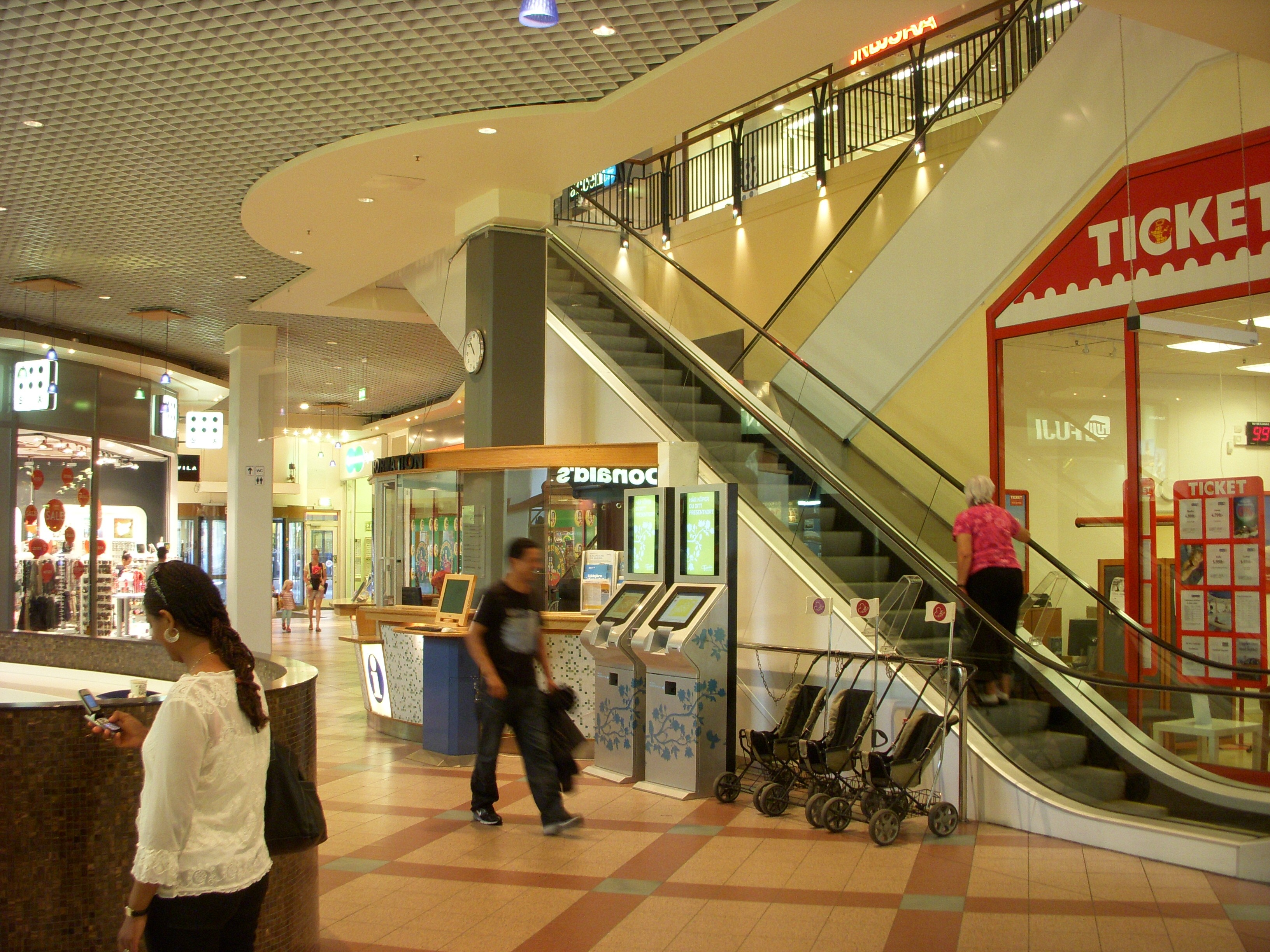
Interiör av Farsta centrum, 2009
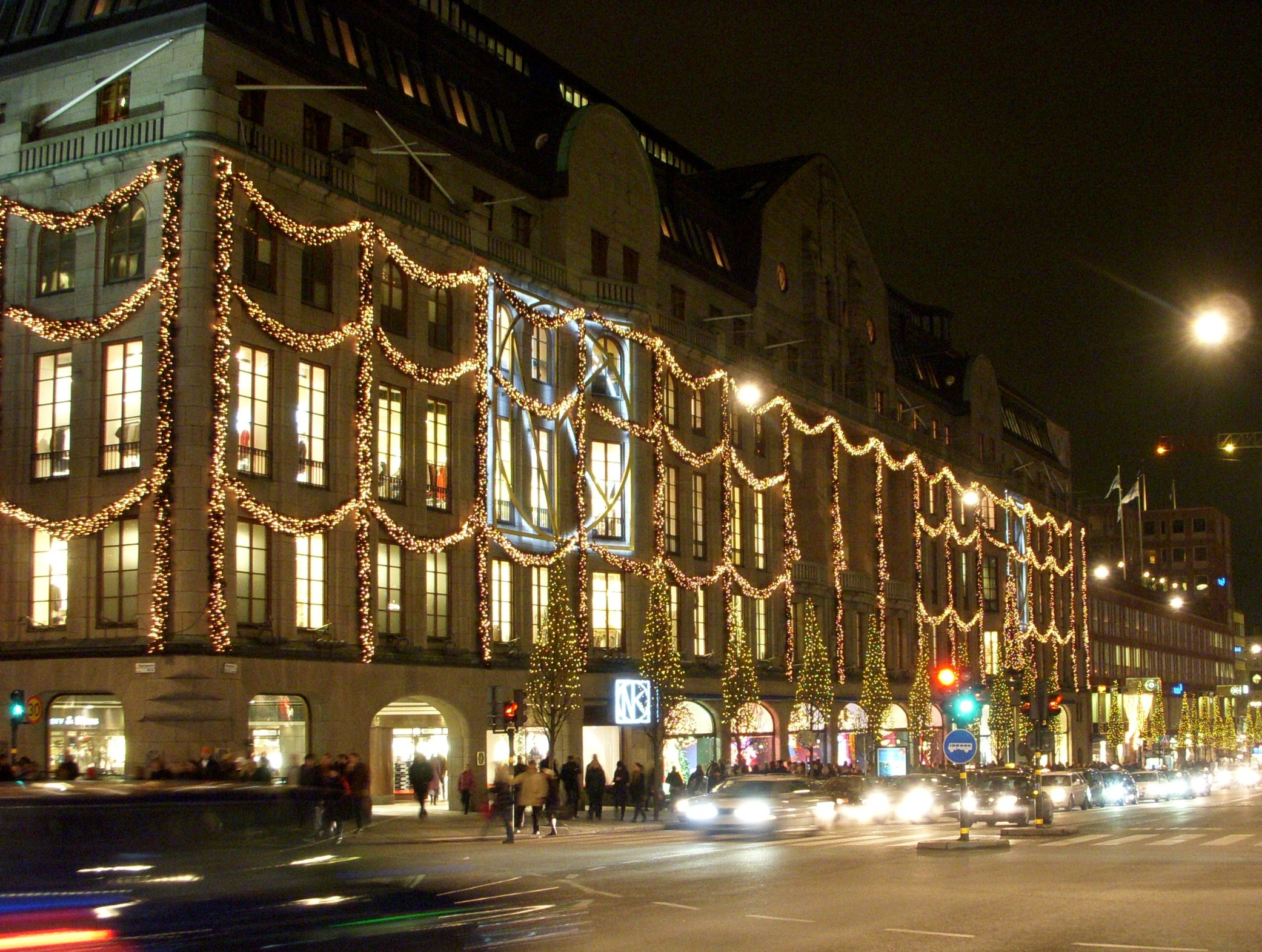
NK med juldekoration, 1:a advent 2008
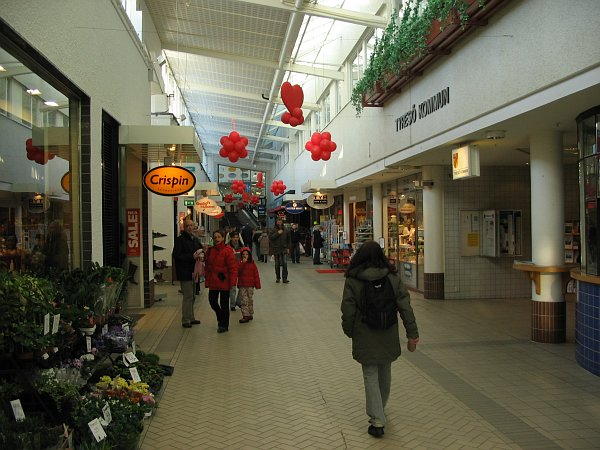
Tyresö Centrum, interiör år 2006
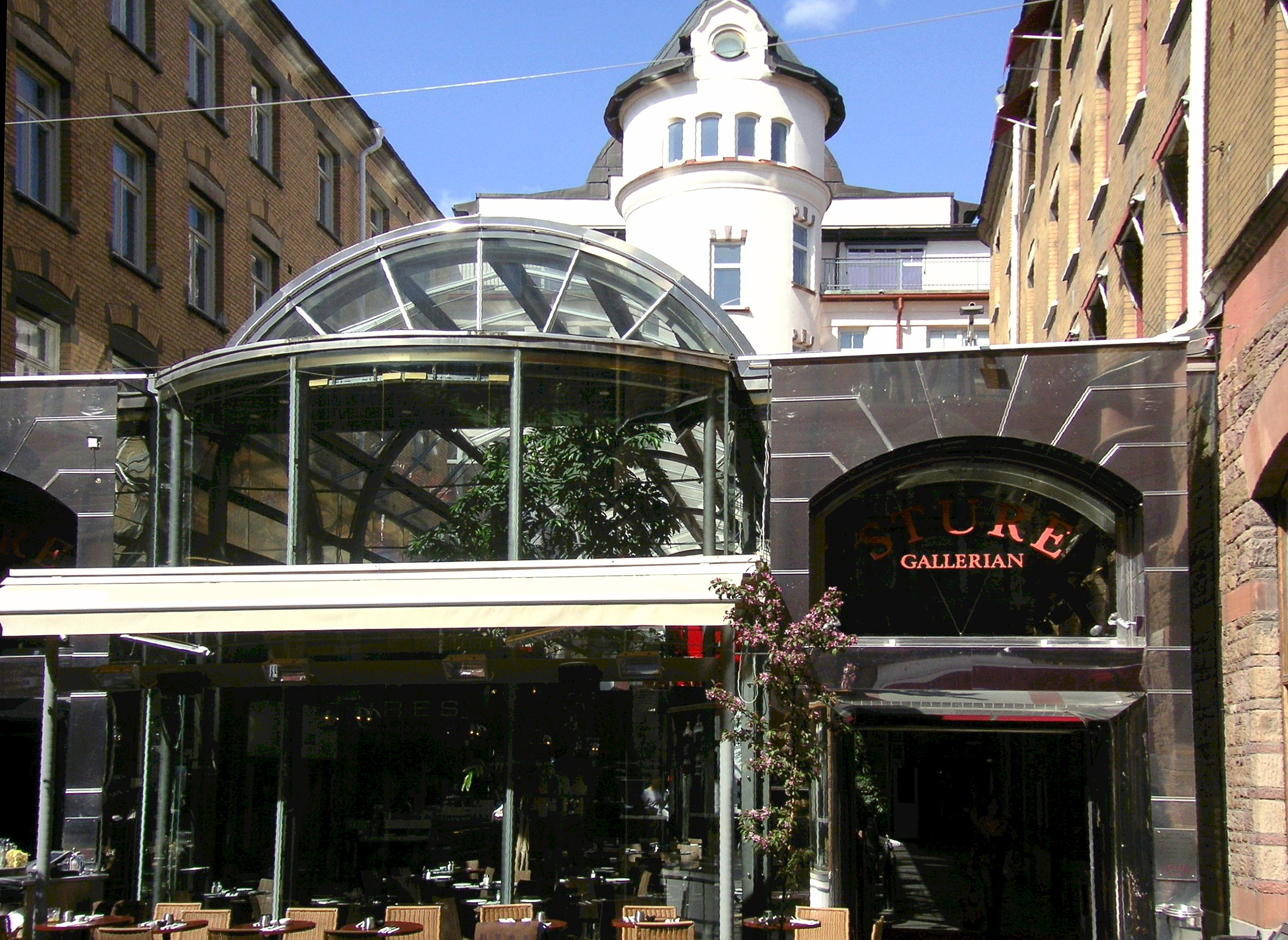
Sturegallerian entré från Grev Turegatan, 2008
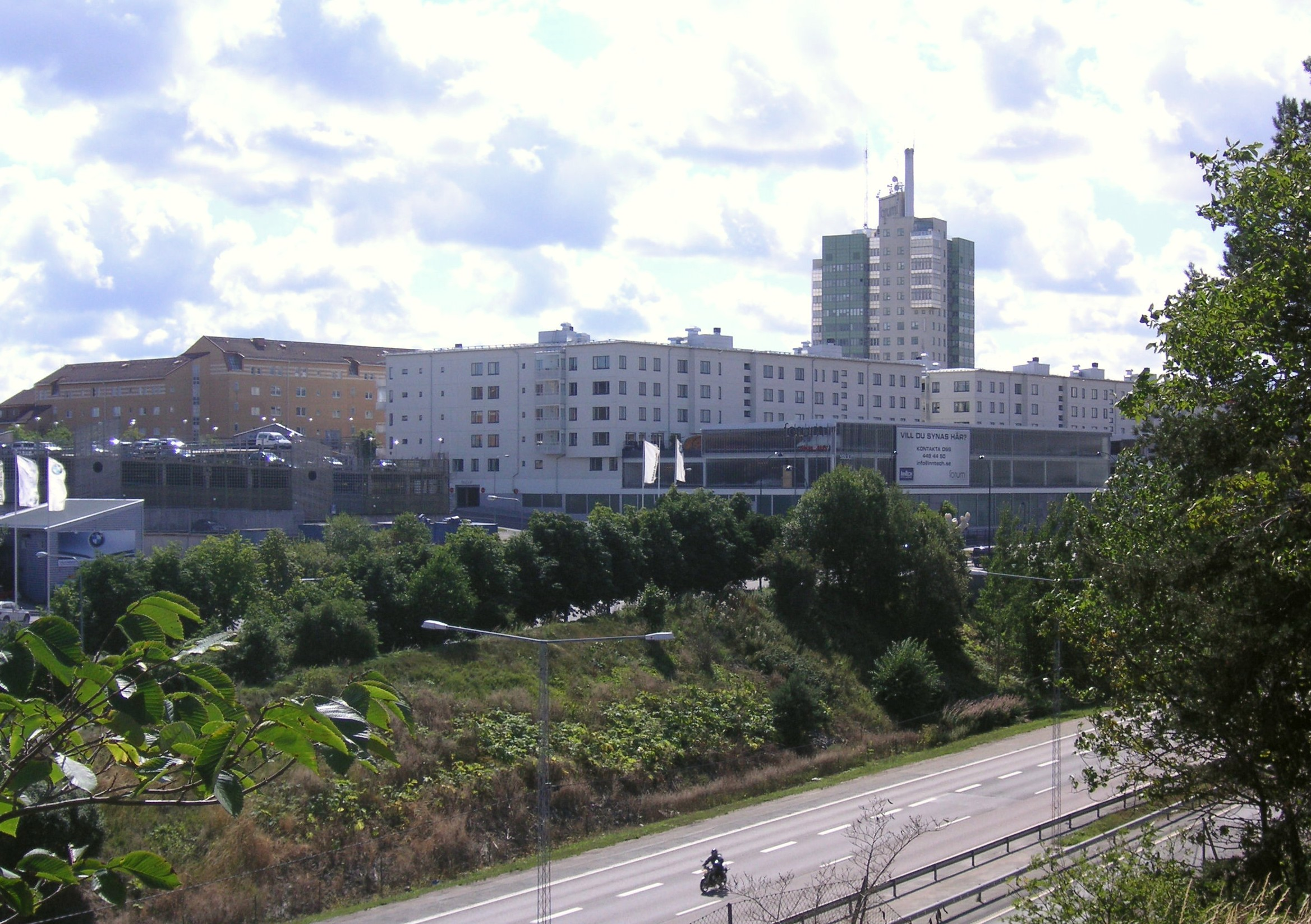
Nacka Forum 2010
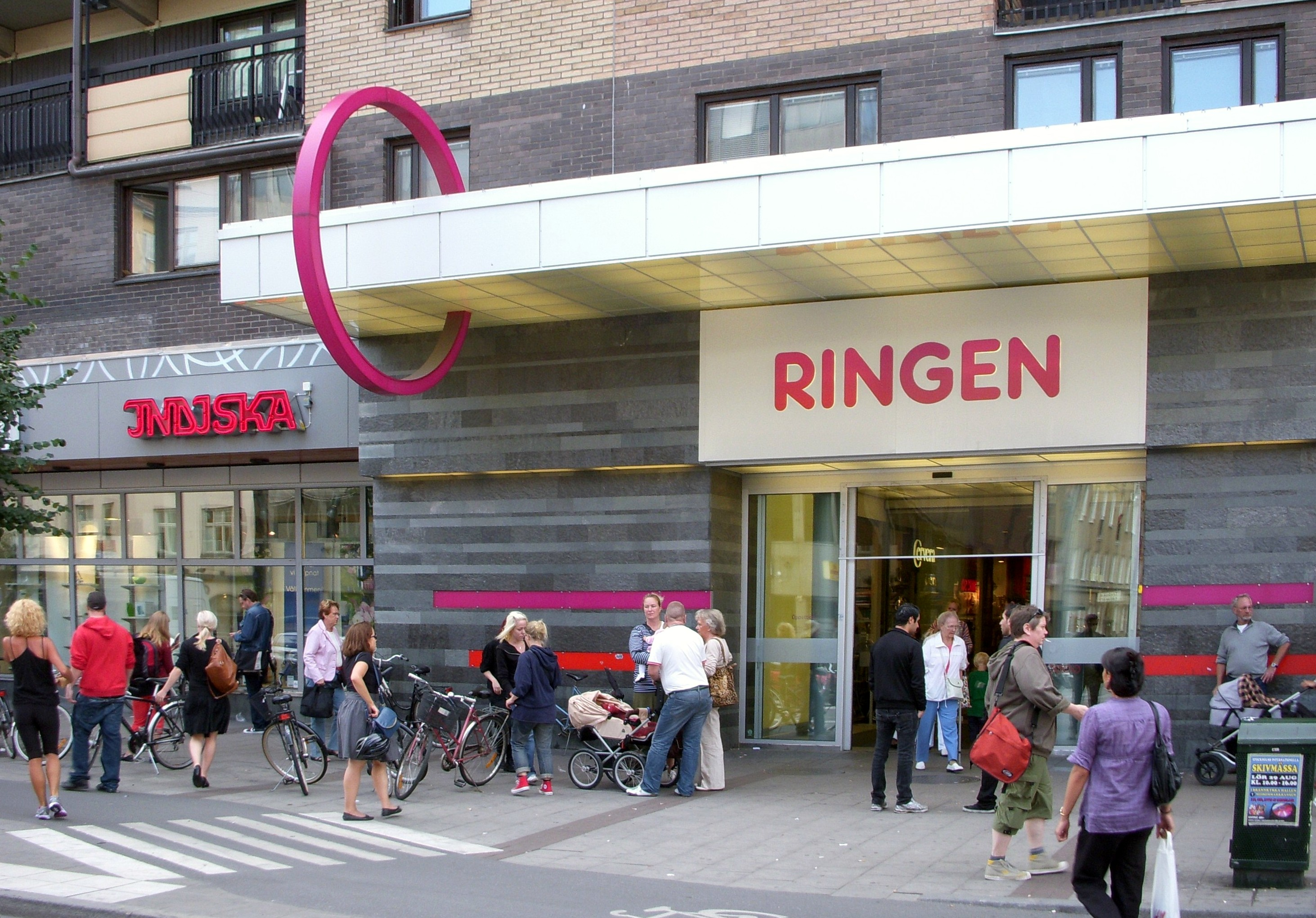
Ringen centrum 2009
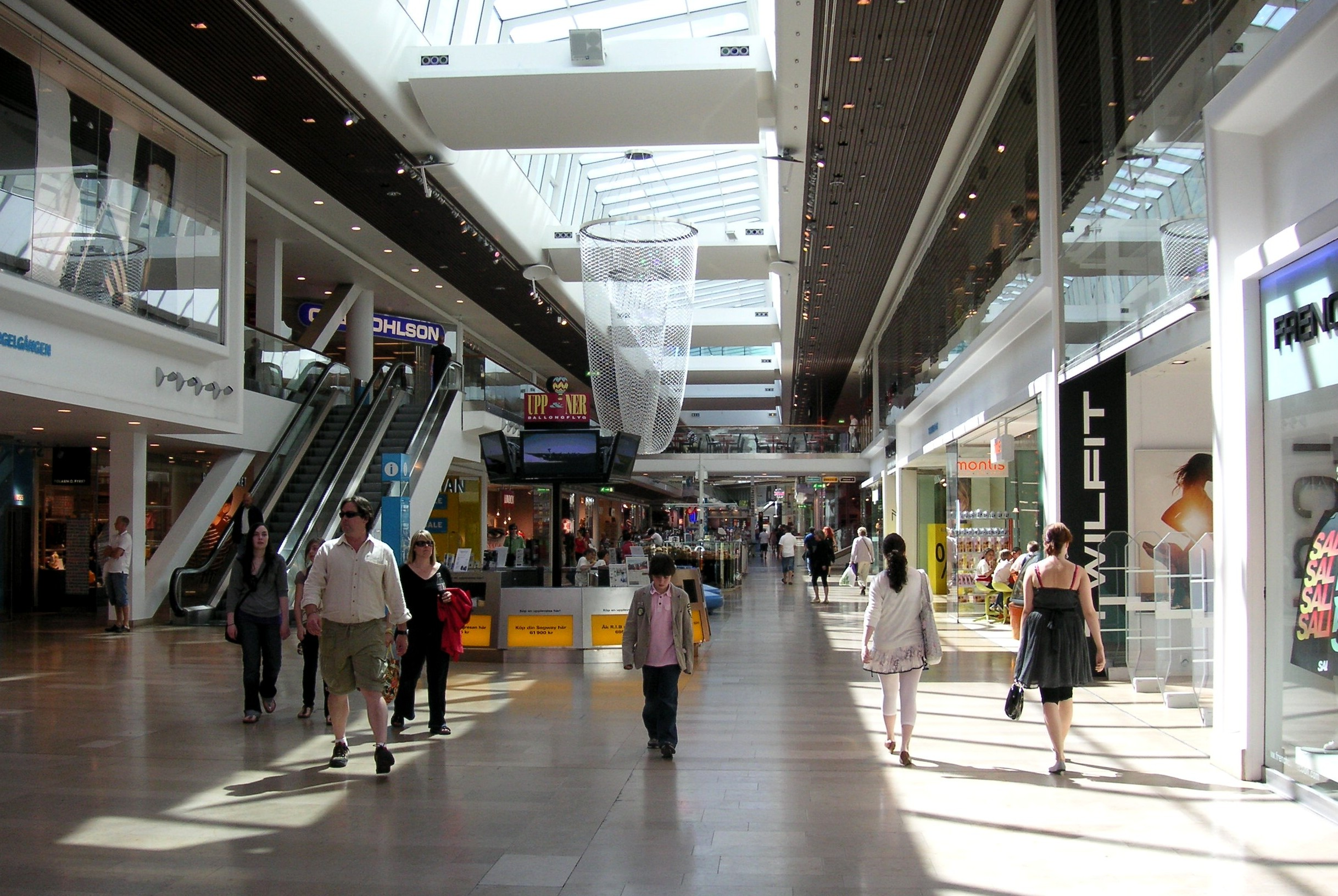
Gallerian år 2008
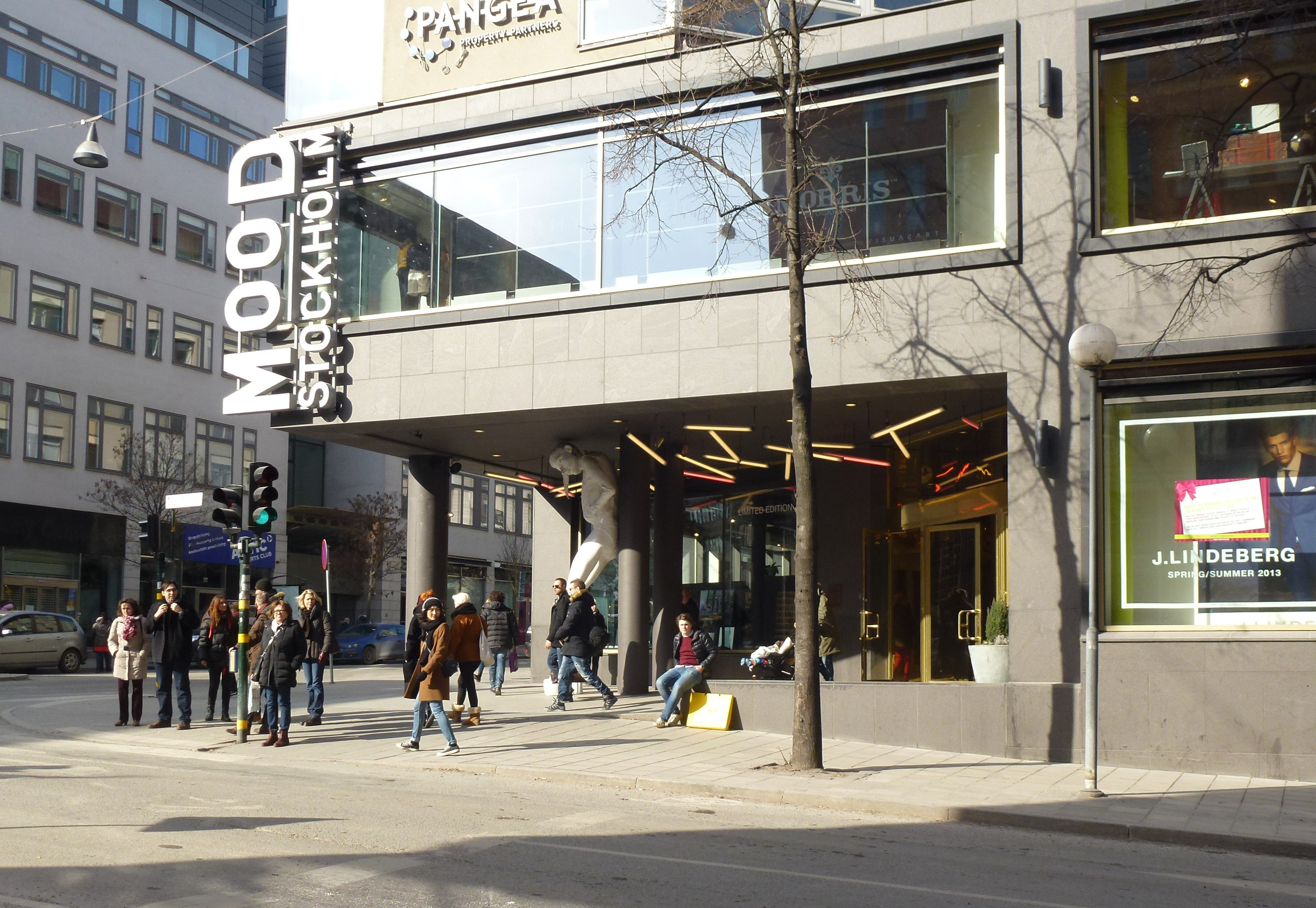
MOOD Stockholm invigd 2012

## Utomhuscentrum - köpcentrum, förortscentrum i urval
- Barkarby handelsplats - (började växa fram sedan slutet av 1990-talet)
- Bredängs centrum - (typisk förortscentrum som invigdes 1965)
- Botkyrka handel - (startade år 2007/2008 med Coop Forum och Hornbach)
- Farsta Centrum - (invigdes 1960 som förortscentrum, byggdes om 1997-1999)[13]
- Fruängens centrum - (uppfördes tillsammans med förorten Fruängen på 1950-talet)
- Huddinge centrum - (byggdes i två omgångar på 1950- och 1980-talet)
- Högdalens centrum - (invigdes 1959, ombyggd i slutet av 1990-talet och som sedan 2007 ägd av fastighetsbolaget Boultbee)
- Kärrtorps centrum - (typisk förortscentrum med varuhus och biograf, invigdes 1952)
- Lidingö centrum - (byggd i början av 1990-talet, invigd 1995. Planer finns år 2009 på att glasa in och bygga ut centret.)
- Bromma Blocks - (invigdes 2006, nya byggnader öppnas kontinuerligt. Senaste invigningen av en ny byggnad var i september 2010)[14]
- Kungens kurva - (invigd i samband med att Ikea öppnade sitt varuhus på platsen år 1965, utbyggd i etapper under årens lopp och räknas idag som Skandinaviens största köpcentrum)
- Moraberg - (Området växte fram efter 2000-talet)
- Sickla Köpkvarter - (Grunden för Sickla Köpkvarter lades i samband med invigningen av Sickla Galleria i september 2005, dock fanns det butiker på platsen långt innan dess.)
- Skärholmens centrum - (invigdes 1968, som Stockholms största förortscentrum, byggdes om och inglasades i flera omgångar, heter idag SKHLM - Skärholmen Centrum)
- Sollentuna Centrum
- Trollbäckens Centrum (även kallat Alléplan) - (ombyggt år 2010)[15]
- Vällingby City (invigd 1954 som Vällingby Centrum, byggdes om, återinvigdes och bytte 2008 namn till Vällingby City)
- Åkersberga Centrum (invigdes 1976 och byggdes ut 2010)
- Årsta centrum - (det stod klar 1953, biografen "Forum" invigdes den 19 oktober 1951)

### Nutida bilder på utomhusanläggningar

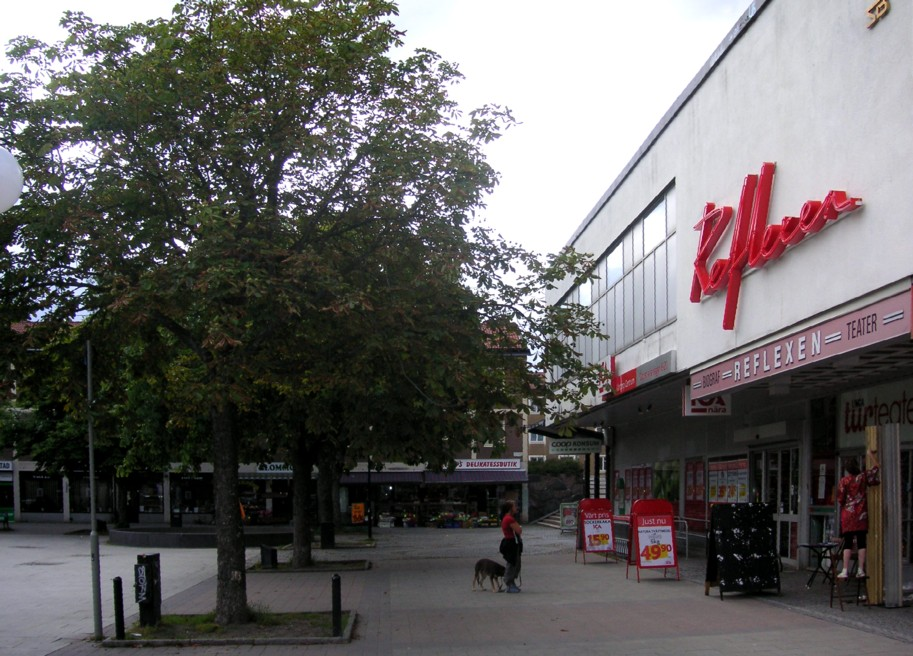
Kärrtorps centrum invigdes 1952
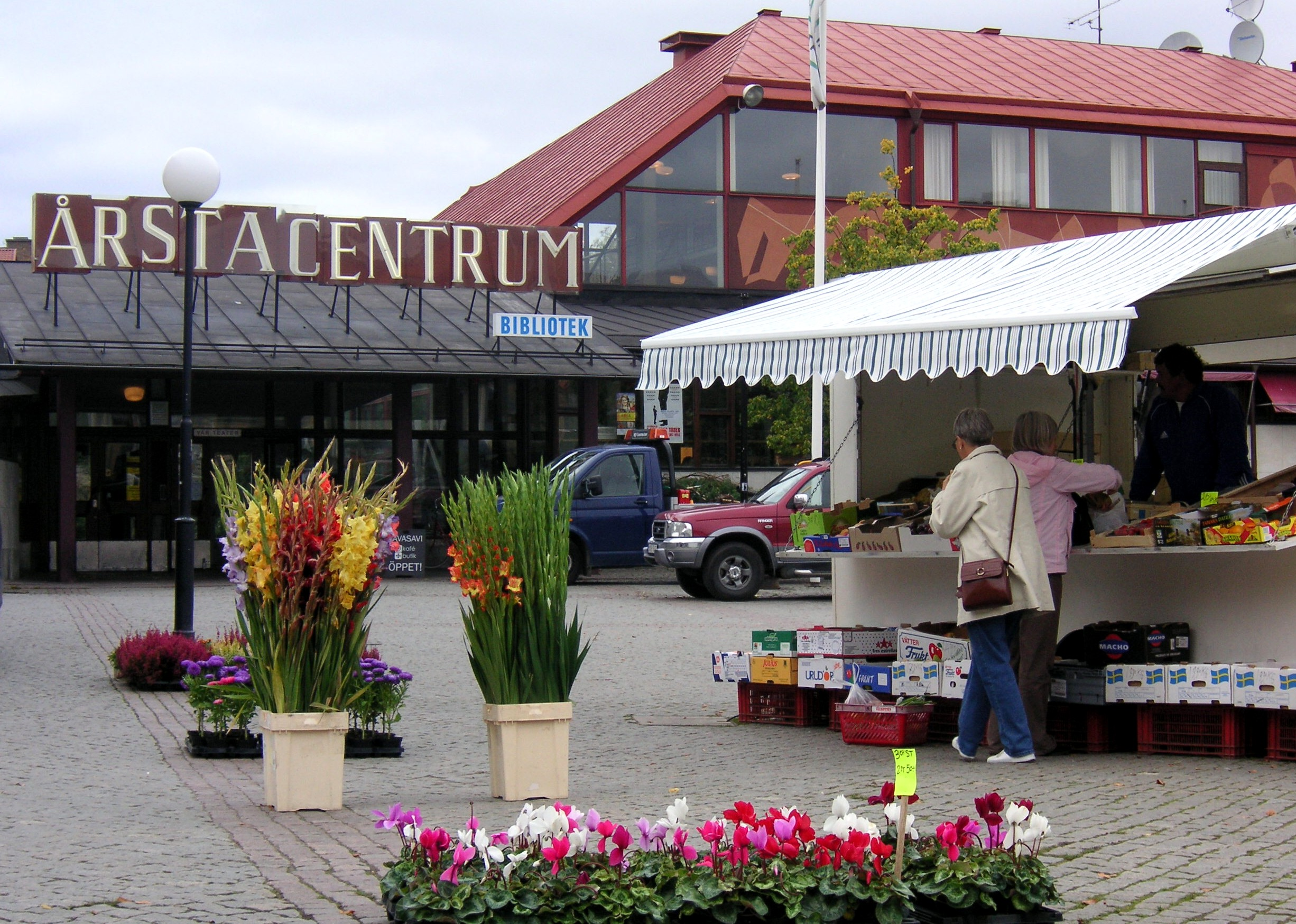
Årsta centrum invigdes 1953
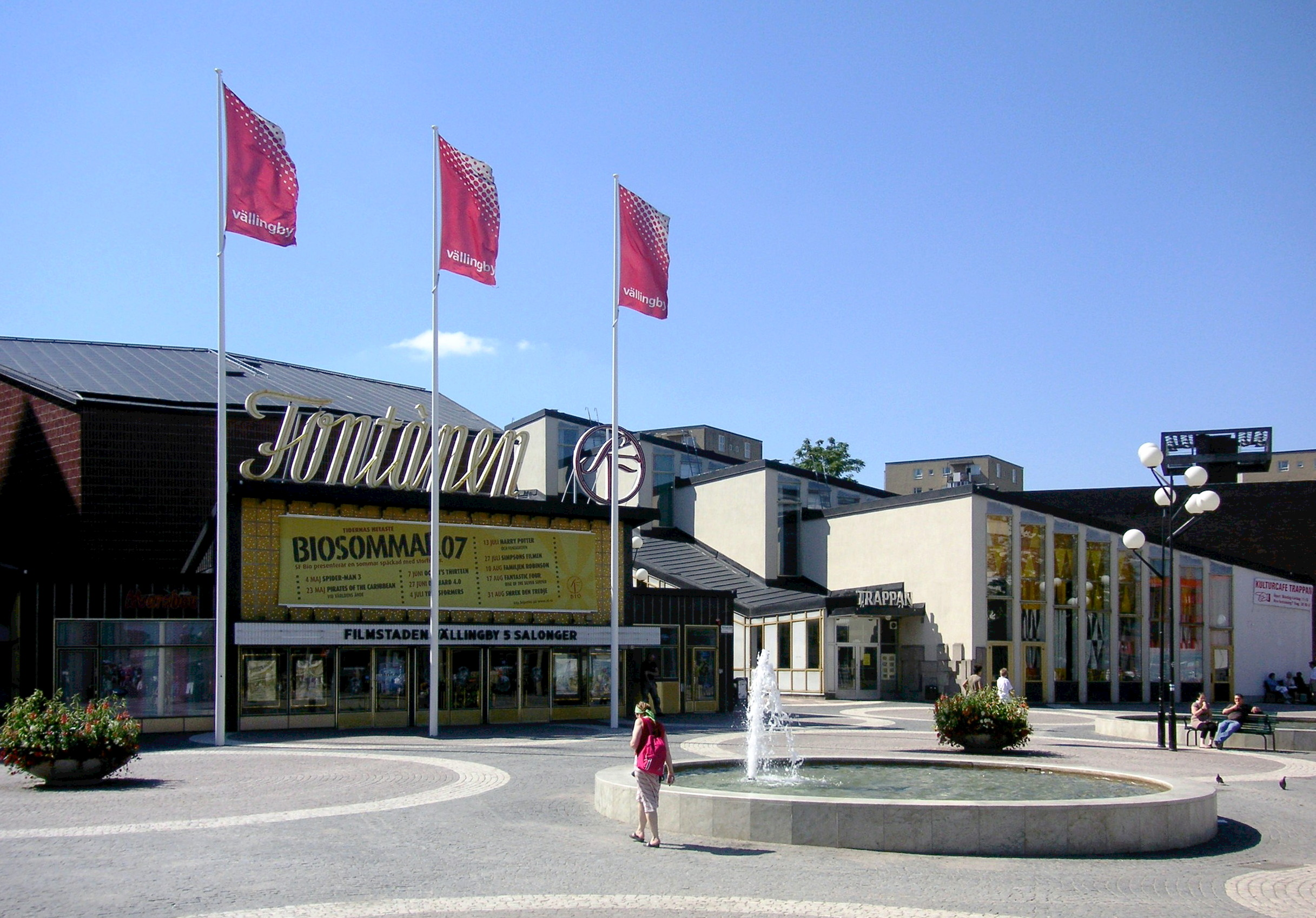
Vällingby centrum invigdes 1954
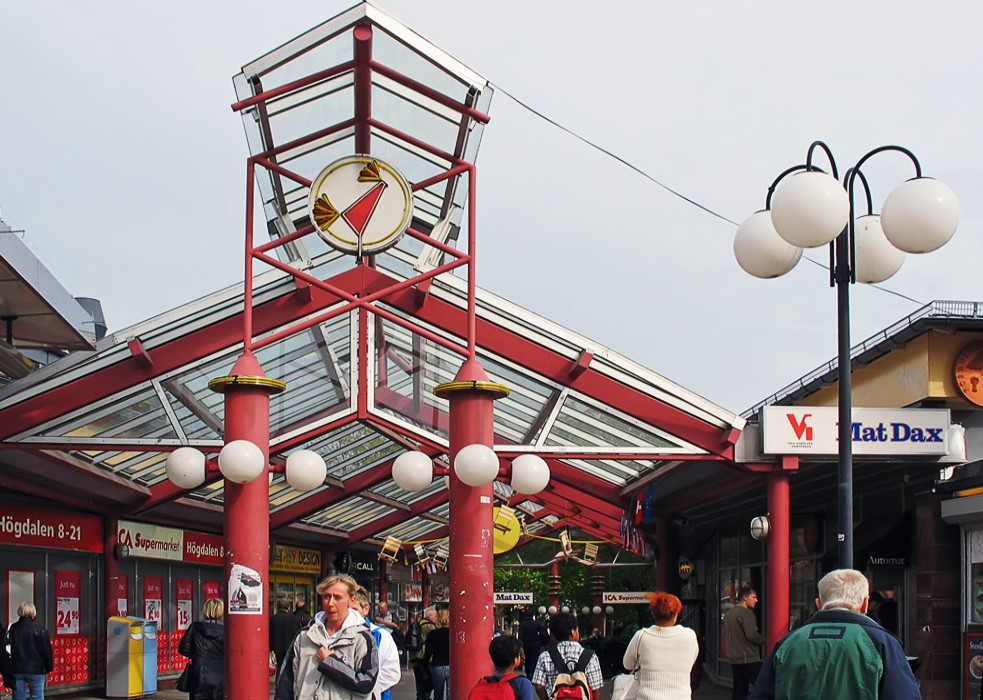
Högdalens centrum invigdes 1959
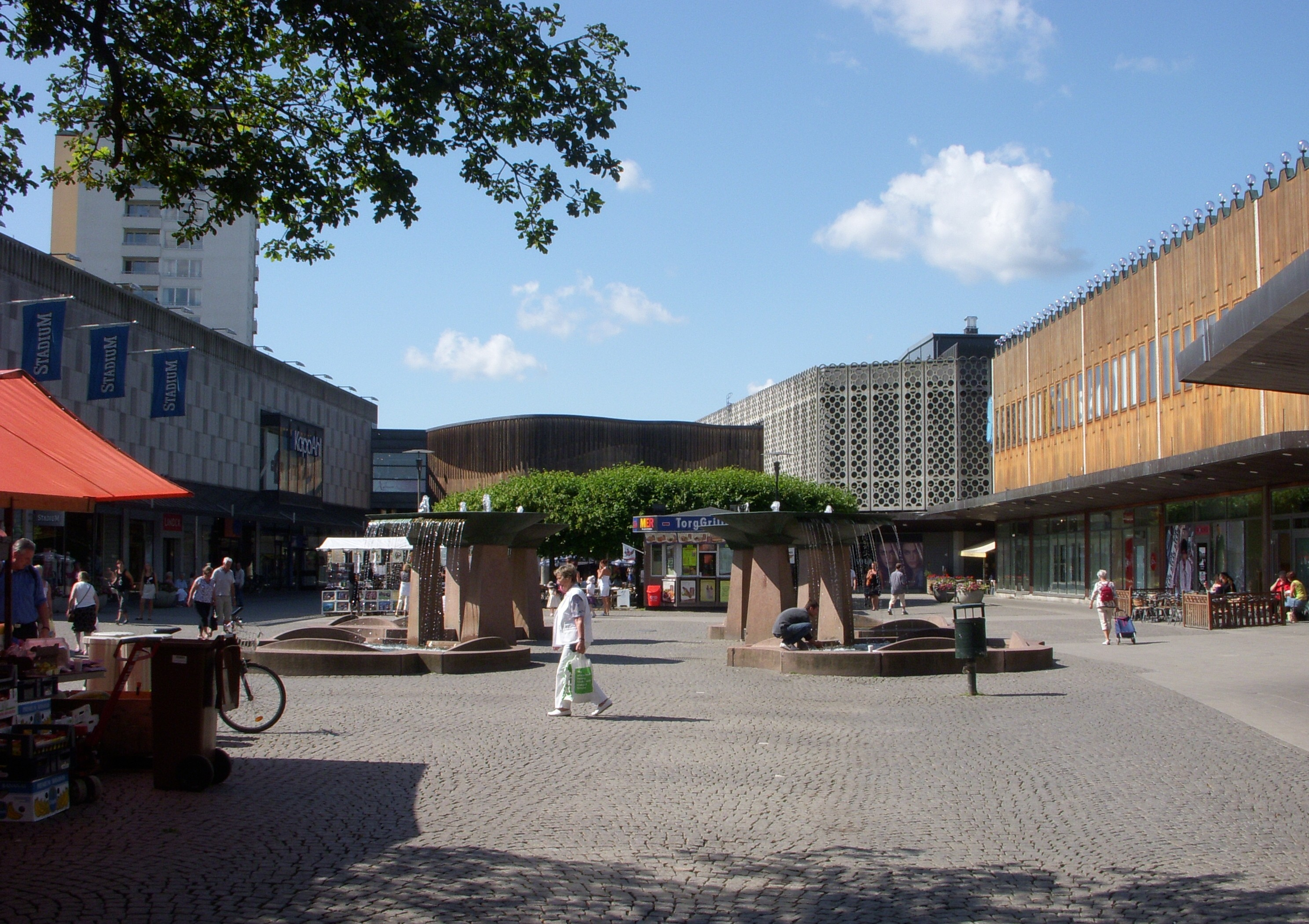
Farsta Centrum och Farsta torg invigdes 1960
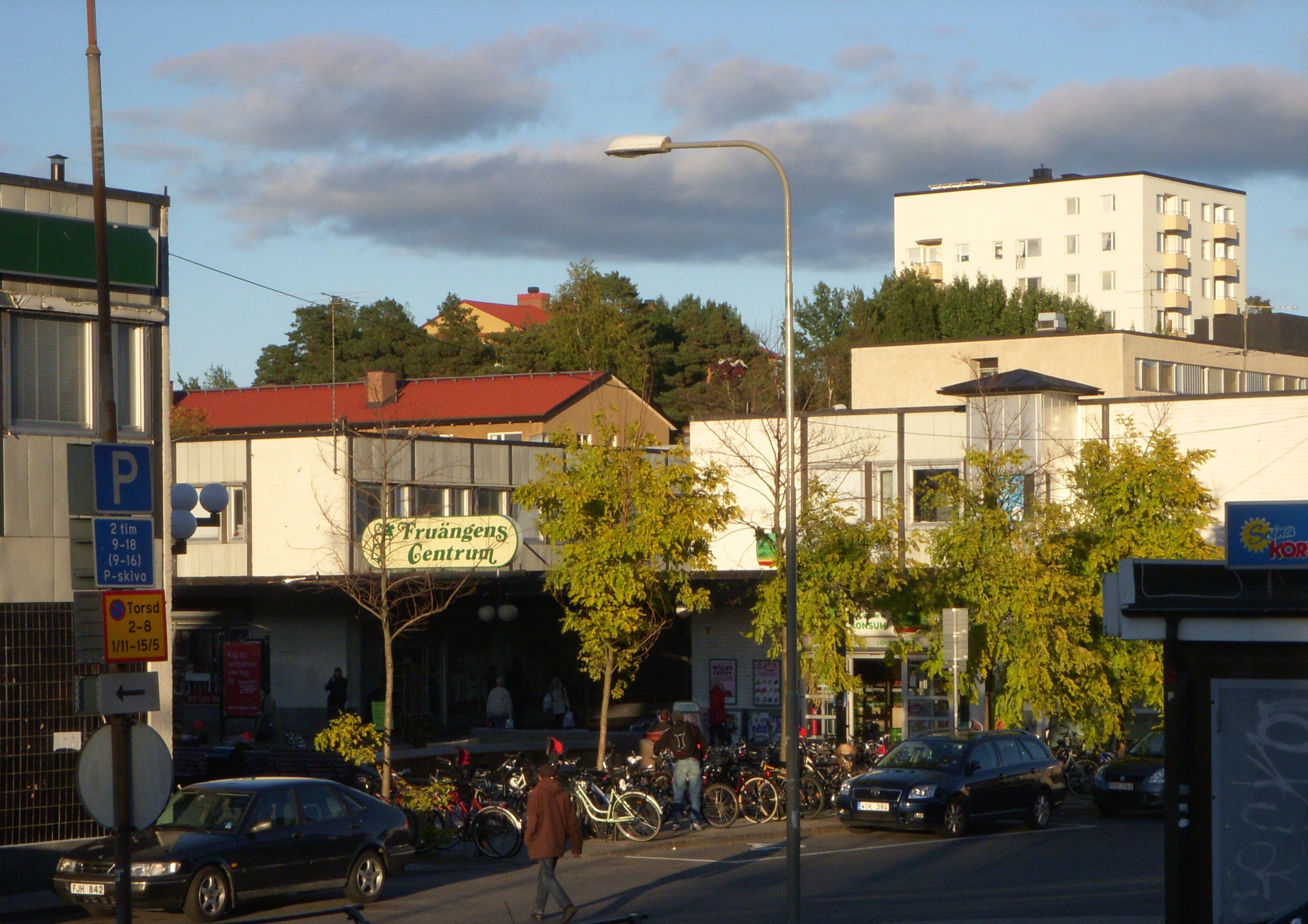
Fruängens centrum byggdes 1961
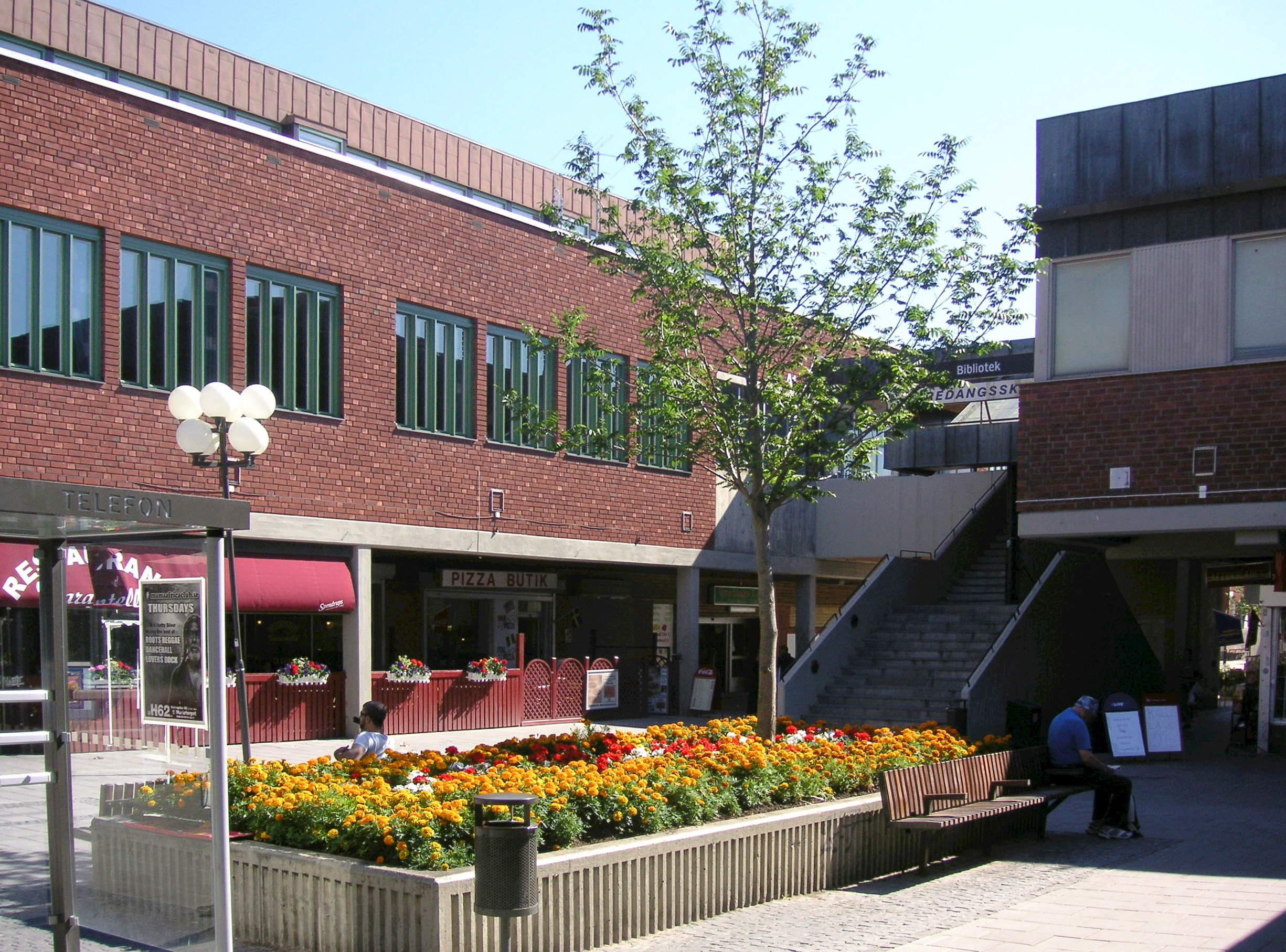
Bredängs centrum invigdes 1965
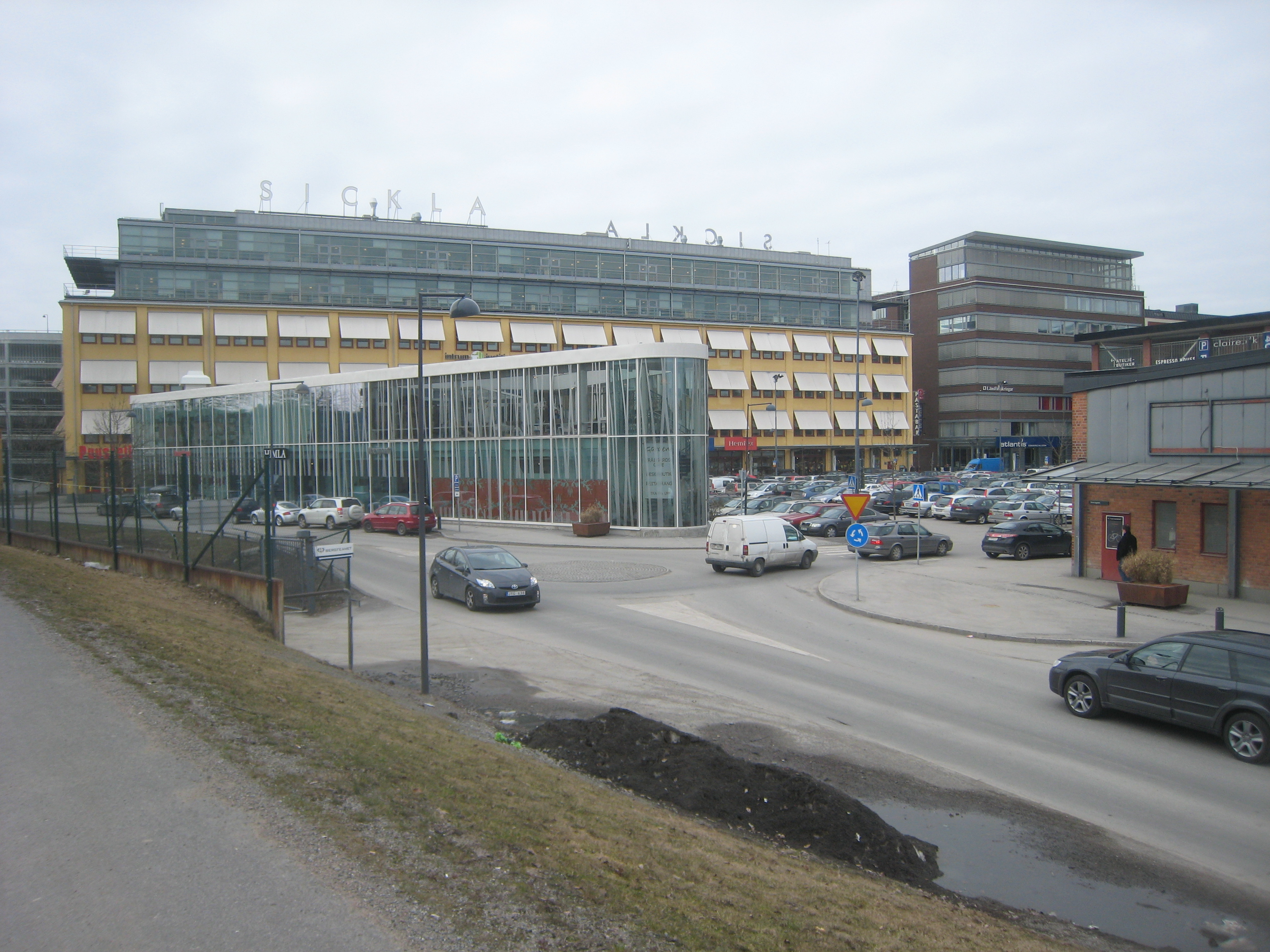
Sickla köpkvarter våren 2010
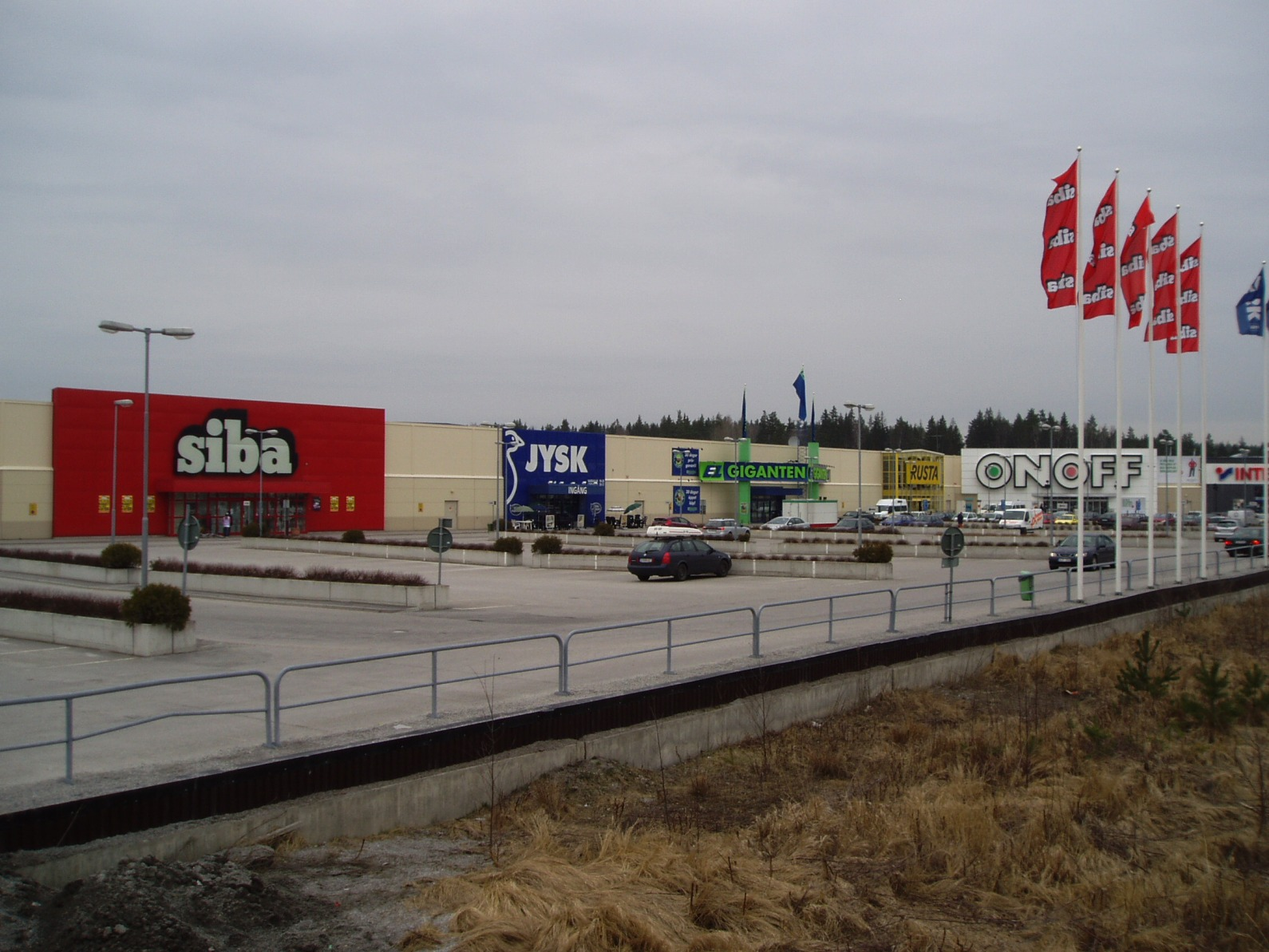
Moraberg köpcentrum 2010
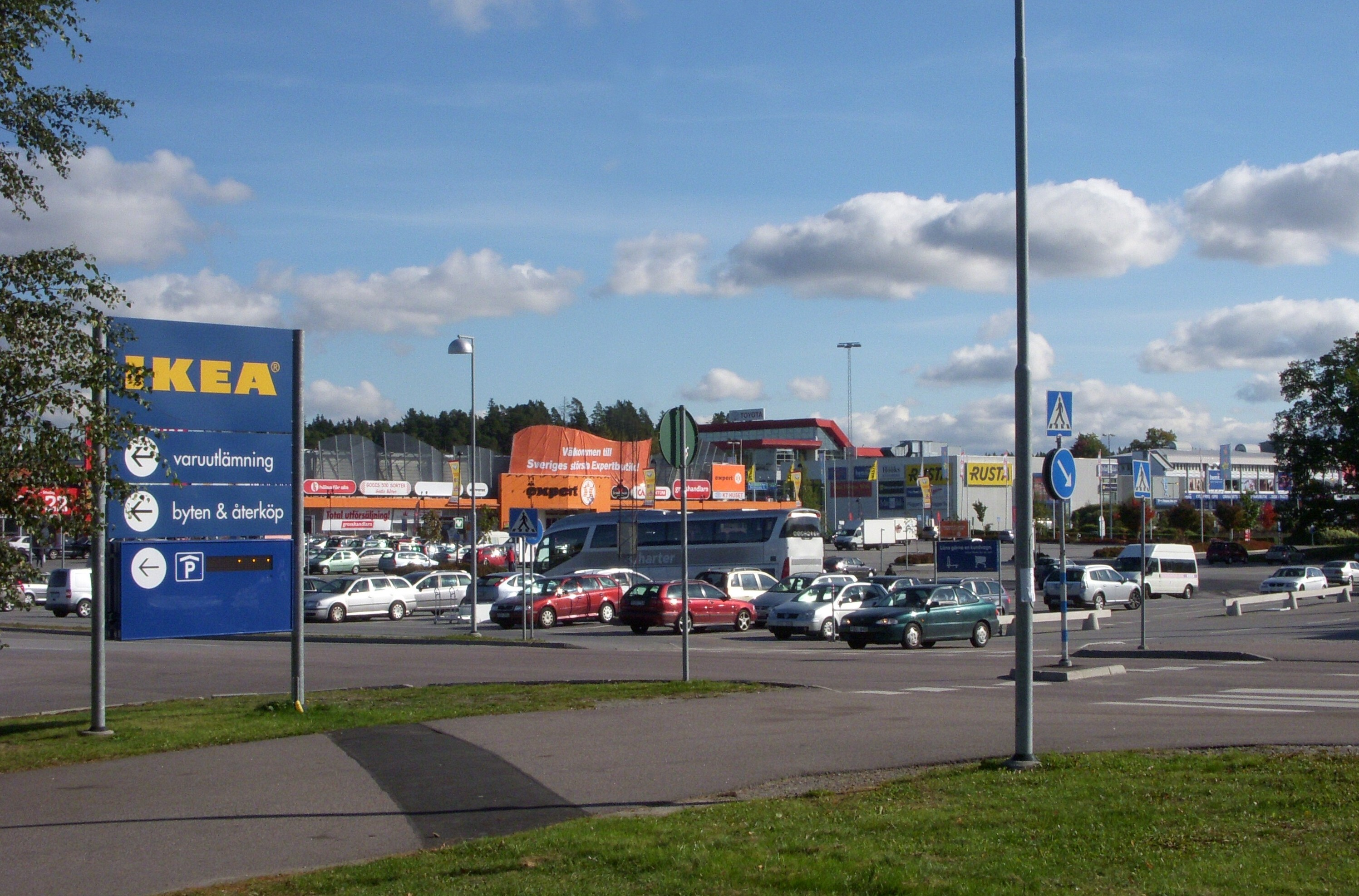
Kungens kurva 2010
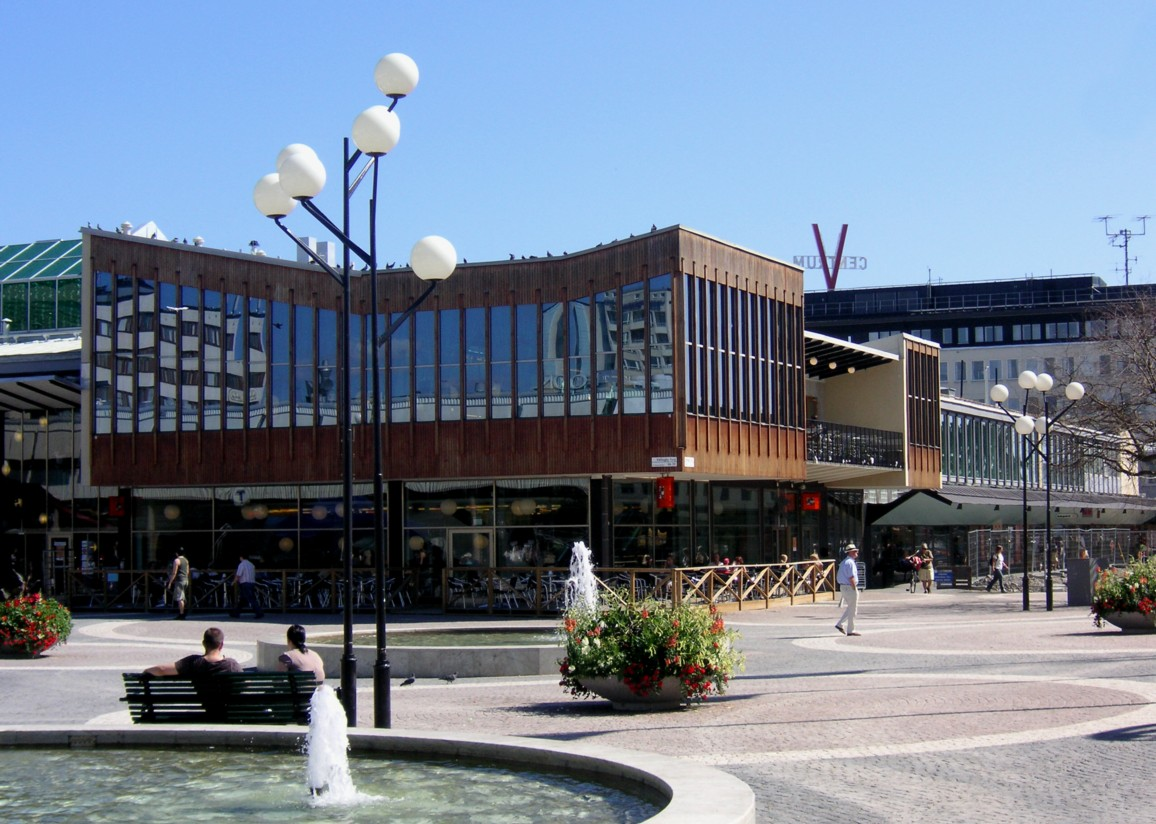
Vällingby City invigdes 2008
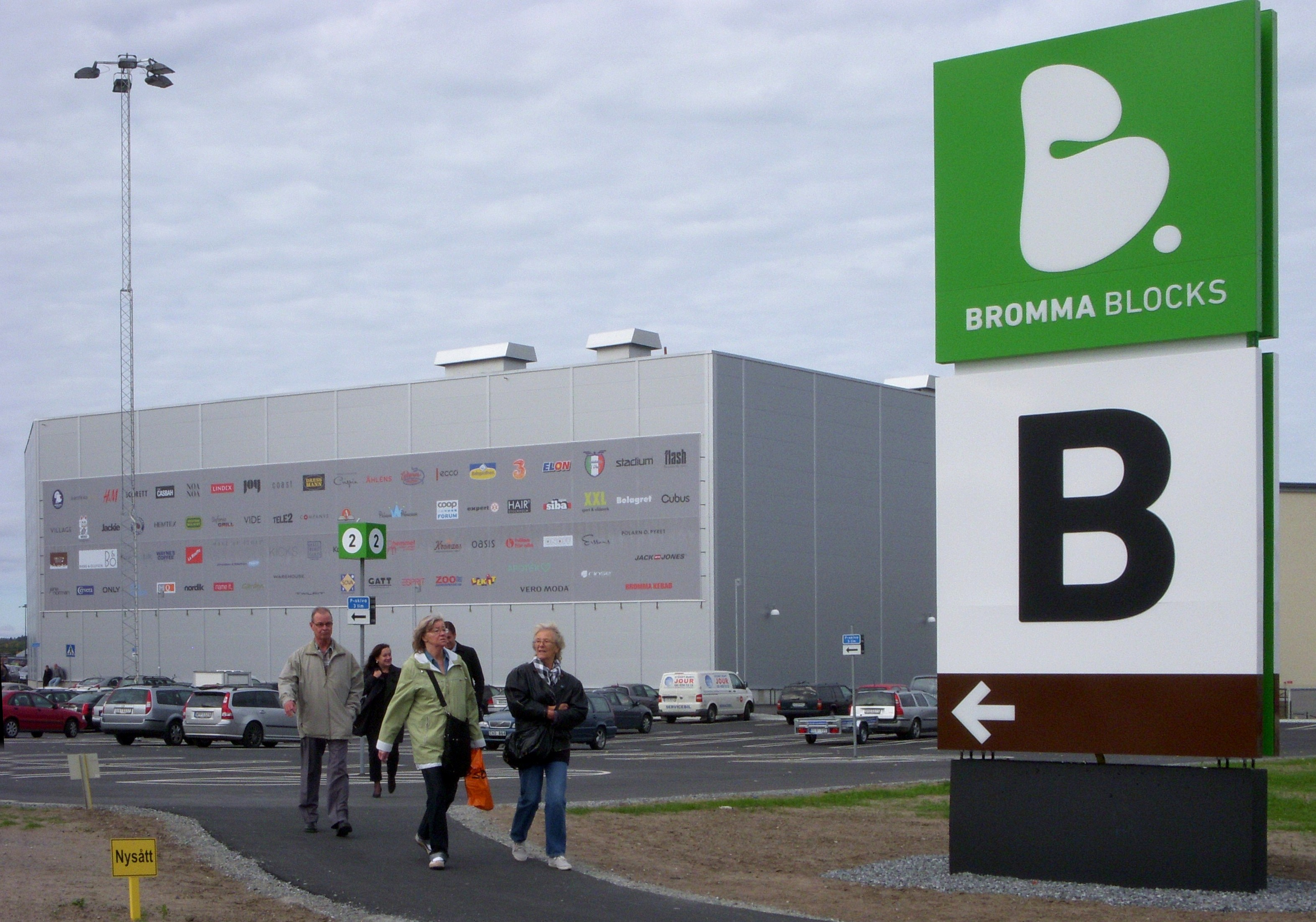
Bromma Blocks invigdes 2006-2010

## Planerade anläggningar
- Slagsta Gate - (Slagsta Strand Köpcentrum i ny skepnad, läge 2010)

## Ej längre aktiva varuhus och köpcentrum i urval
- Norrbrobasaren (1839-1904)
- Joseph Leja (firma) (1852-1902)
- Felix Sachs hus (1912-1972)
- K.M. Lundberg (1898-1902?)
- Centralvaruhuset (1919?-?)
- Sidenhuset (1899-1969)
- Bredenbergs varuhus (1934-198?)
- Tempohuset
- Epahuset
- Obs! Stormarknad, Vårby (1963-1998)
- Slagsta Strand Köpcentrum (2000-2010)
- SOUK

### Nutida bilder på ej längre aktiva anläggningar

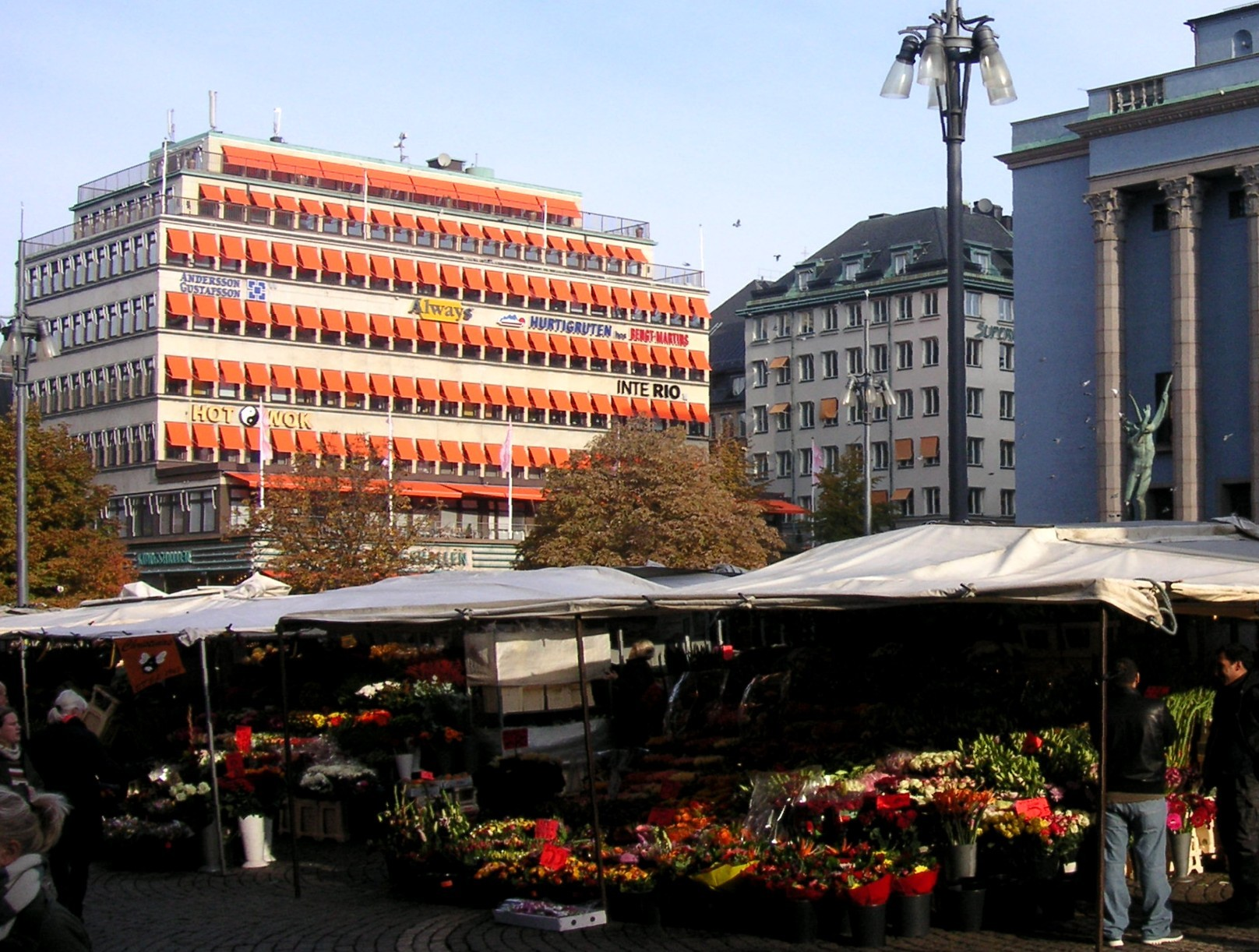
Tempohuset 2007
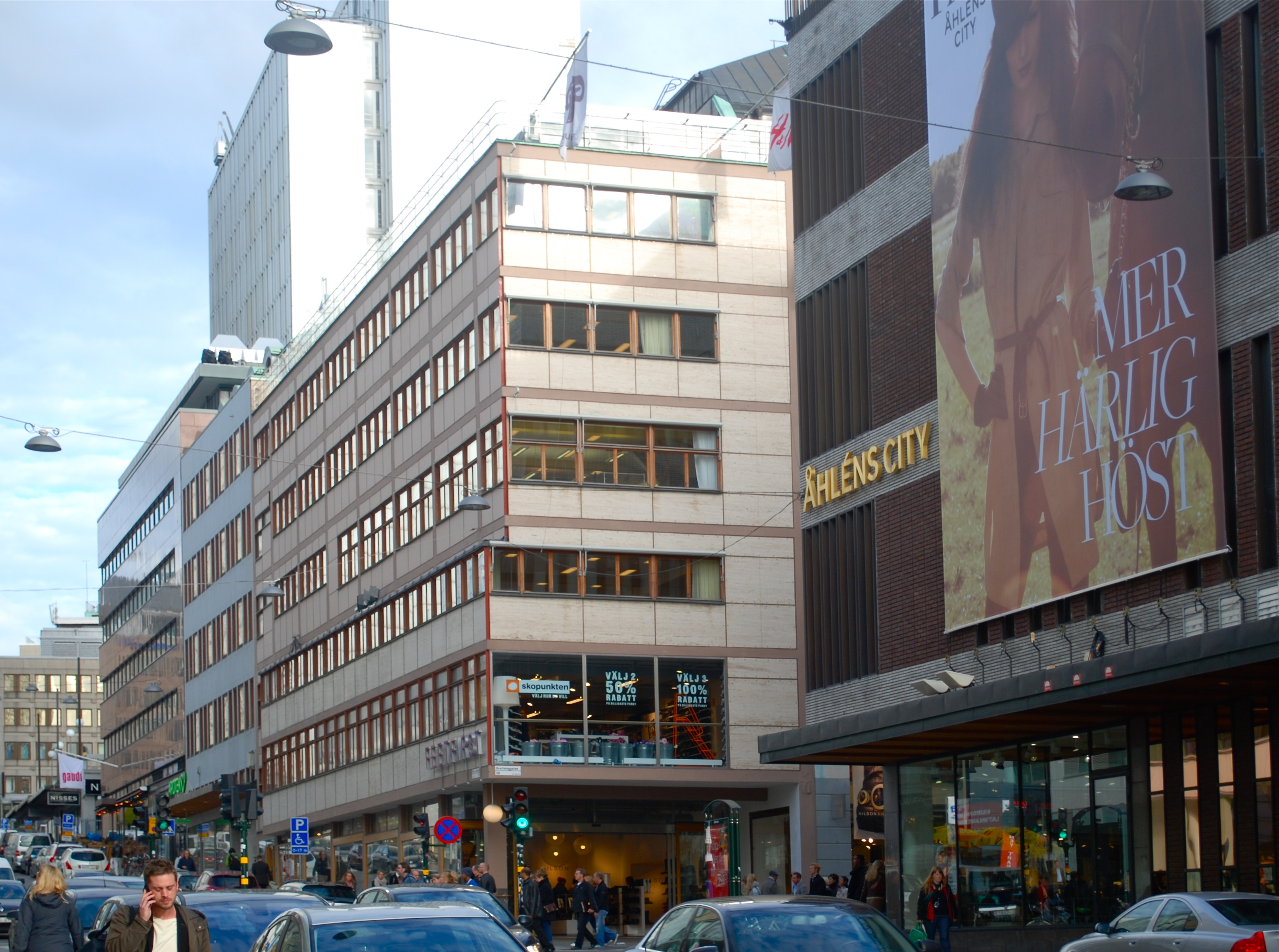
Bredenbergs varuhus 2010
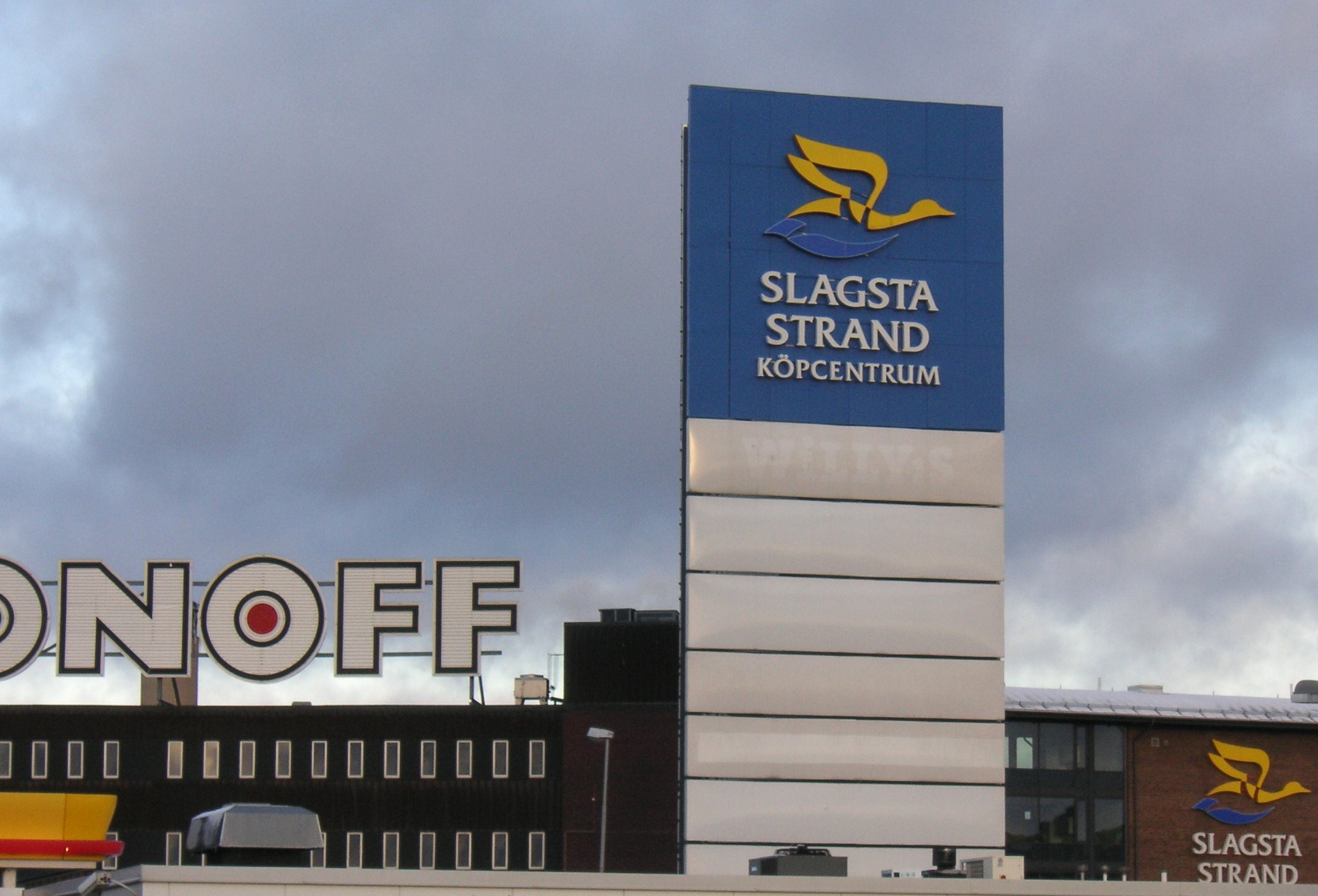
Slagsta Strand Köpcentrum 2007
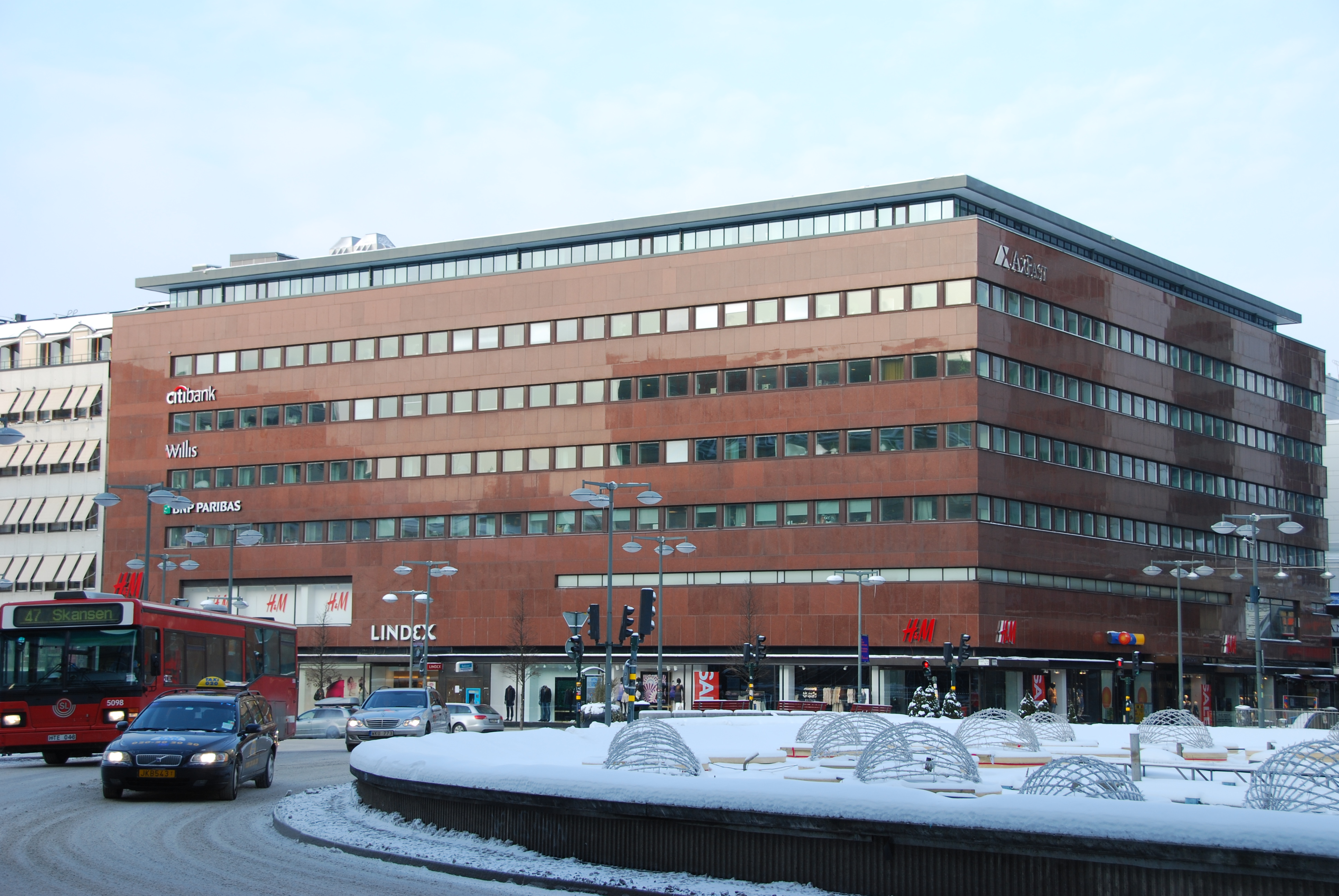
Epahuset 2009